# Mythologie

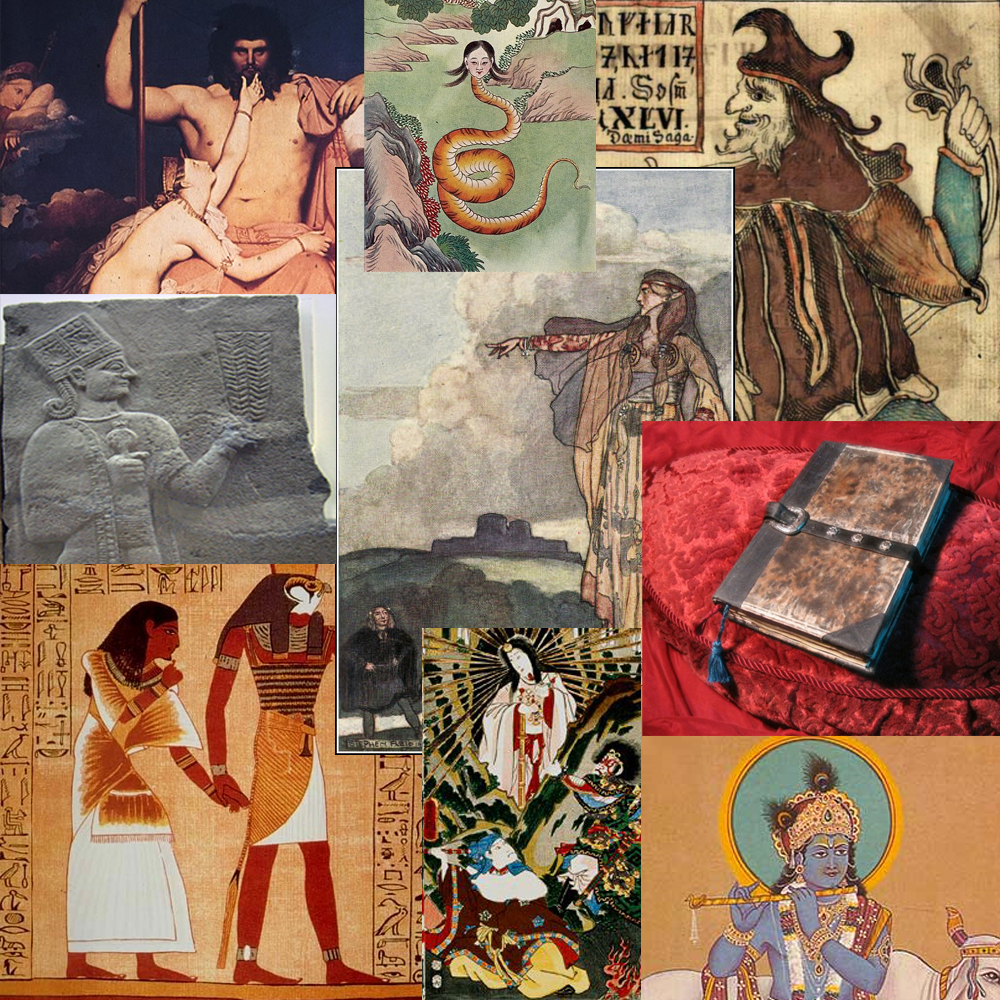
Een collage van verscheidene goden en teksten.

Een mythologie is het geheel van verhalen en denkbeelden van een bepaalde cultuur waarin belangrijke vragen aan bod komen zoals de oorsprong van de mens, de wereld en natuurverschijnselen. Een mythologie kan in de loop van de tijd veranderen en meegroeien met veranderende omstandigheden. Ze wordt als waarheid beschouwd en bruikbaar binnen de cultuur waarin ze functioneert, omdat mythen filosofische reflecties, normen, waarden en historische gebeurtenissen uitdrukken. Mythologie komt onder andere tot uiting in muziek, literatuur, geschiedschrijving, religie en beeldende kunst.
Om de mens en zijn cultuur goed te begrijpen, wordt mythologie al sinds de klassieke oudheid bestudeerd vanuit diverse benaderingen. Sinds de negentiende eeuw is mythologie een studieobject van onder anderen antropologen, sociologen, historici, psychologen en letterkundigen. Het doel van onderzoek naar mythen is er de oorsprong, ontwikkeling en betekenis van te achterhalen, waarbij meer geleerd wordt over religieuze praktijken, het wereldbeeld van groepen mensen en hun cultuur in het algemeen. Zo zijn mythen opgevat als verhalen die moraliseren, educatief zijn en gegeven elementen van een samenleving rechtvaardigen. De bestudering van mythologie richt zich ook op meerdere culturen of de mens in het algemeen, waarbij een rol is weggelegd voor de analyse en vergelijking van symbolen, rolpatronen van figuren en bepaalde gebeurtenissen. Doel daarbij is tot inzicht te komen over de werking van de menselijke geest, de opbouw van samenlevingen en de verwantschappen tussen culturen en daarbij behorende mythologieën.

## Etymologie

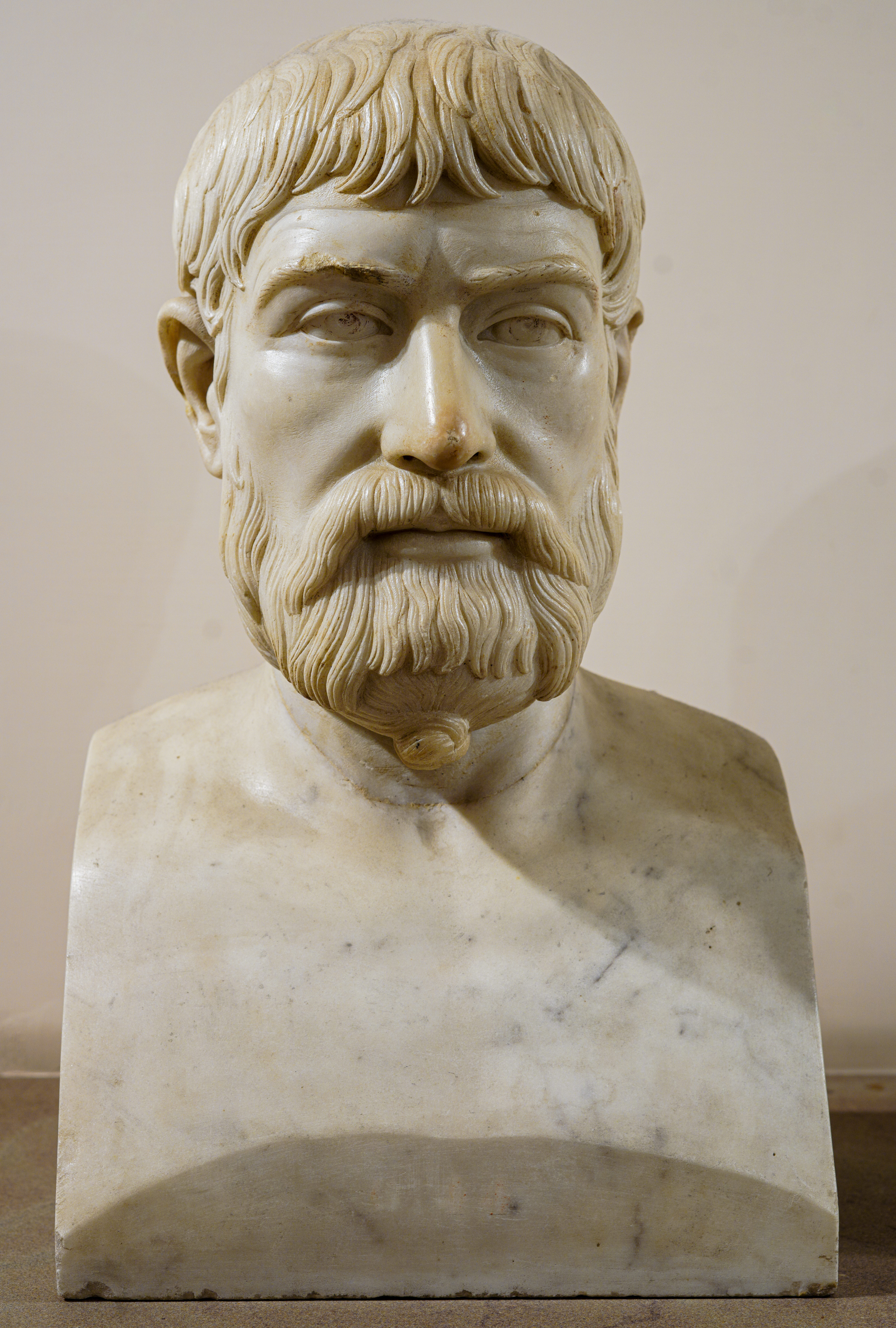
Pindaros

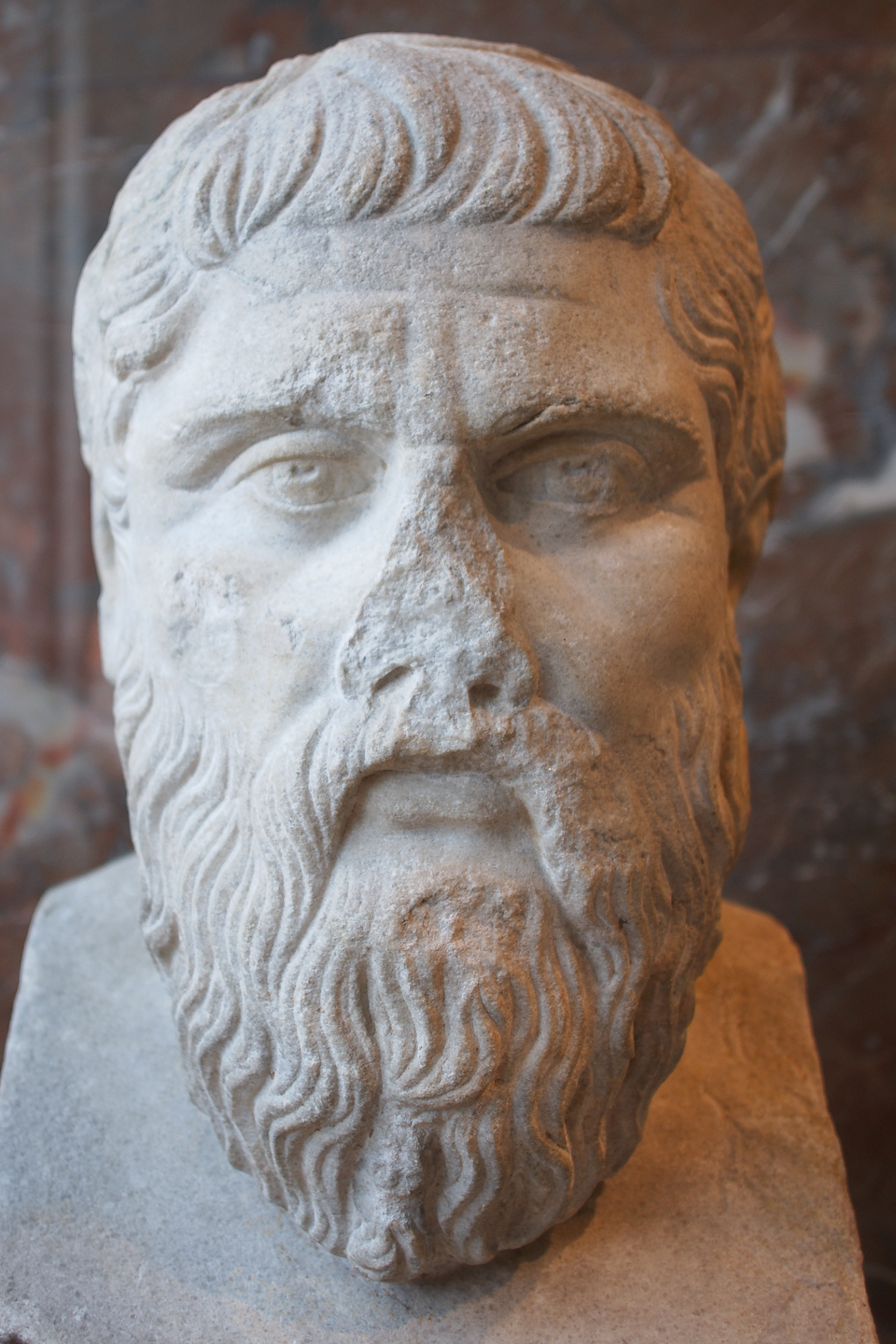
Buste van Plato in het Louvre

Het woord mythologie (μυθολογία) is afkomstig uit het Oudgrieks en kwam als zodanig in de klassieke oudheid al voor. Het is een samenstelling van μῦθος mythos, 'het gezegde', 'het opgezegde verhaal', en λόγος logos, 'woord' of 'wetmatigheid'. In mythos zit de stam μυ mu, 'spraak'. Zodoende betekent het letterlijk ofwel het mondeling navertellen van mythen/fabels, of de studie van mythen. Paradoxaal genoeg lijkt mythologie in de aard der zaak te bestaan uit twee begrippen die voor sommige Grieken tegengestelde connotaties hadden, namelijk mythos en logos. Men verwees met mythos naar het verhaal van een dichter, terwijl logos verwees naar een betrouwbaar verslag of waarheidsgetrouwe uiteenzetting. Deze tegenstelling ontstond duidelijk bij Plato, maar werd reeds gesuggereerd door de filosoof Heraklitos (ca. 535 - ca. 475 v.Chr.) in zijn literaire kritieken en focus op logos. Mythos vermeldt hij echter nergens. Explicieter is de dichter Pindaros (ca. 522 - ca. 443 v.Chr.). Hij verwees in zijn poëzie dikwijls naar mythische elementen, maar gebruikte het woord mythos zelden. De paar keer dat hij het deed, was het negatief en betrof het bedrog en misleiding. Plato gebruikte als eerste de samenstelling mythologie, die hij gebruikte om te verwijzen naar het vertellen van verhalen die meestal legendarische figuren bevatten.
In het Nederlands vond het woord mythe ingang in de achttiende eeuw vanuit het Frans. Het Franse mythe is op zijn beurt weer afkomstig van het Latijnse mythus, ontleend aan het Grieks. In het achttiende-eeuwse Nederlands had mythe toepassing op overleveringen uit de oudheid waarin gebeurtenissen min of meer bovennatuurlijk zijn.
Een collectie mythen wordt ook wel een mythos genoemd, bijvoorbeeld ‘de Romeinse mythos’. Een verzameling daar dan weer van heet mythoi, bijvoorbeeld ‘de Griekse en Romeinse mythoi’.

## Definiëring en omschrijving
Mythologie bestaat uit mythen die vooreerst verhalen oftewel vertellingen zijn. Mythen zijn, meer precies, vertellingen die uitleggen: 'ze smeden ons besef van wie we zijn, hoe we hier zijn gekomen, en hoe we in een wereld passen die vol is van gemeenschappen die van de onze afwijken'. Daarmee raakt de mythe aan vragen en problemen die de mensheid altijd tegengekomen is, wat kan verklaren waarom er soms overeenkomsten zijn in thematiek tussen mythen uit culturen die ver van elkaar verwijderd zijn. Binnen een cultuur belangrijk geachte mythen zijn richtinggevend voor vragen betreffende de geschiedenis, toekomst, gebruiken en leefwereld van die cultuur. In aanvulling hierop dient het onderwerp van een mythe uitzonderlijke karakteristieken te hebben, zodat de personages (dieren, mensen, goden e.a.) in de mythe bijvoorbeeld bovenmenselijk worden.

### Eenduidigheid en afbakening
De hierboven gegeven omschrijvingen ten spijt zijn de termen mythologie en mythe niet eenduidig. Dat heeft verschillende redenen. Allereerst hebben mythen verscheidene betekenislagen en functies, die bovendien in de loop der tijd kunnen veranderen en anders geïnterpreteerd kunnen worden. Wie alle mythen op één wijze wil verklaren en ze als statisch beschouwt doet geen recht aan de complexiteit en dynamiek van mythen en mythologie. Ook de overgang tussen de begrippen mythe en mythologie is vaak vloeiend, zowel voor degenen die met mythen leven en erin geloven als voor onderzoekers die mythen bestuderen. Hetzelfde geldt voor de relatie met begrippen als folklore, legenden, sagen en sprookjes.  Hoewel fabels een uitgesproken didactische functie hebben, vermeldde bijvoorbeeld de Griekse dichter Aisopos in zijn Fabels diverse goden. Folklore is een belangrijke bron van informatie over oude godsdienst en mythologie, zoals duidelijk naar voren komt bij de Baltische mythologie. Tot slot is het doorgaans weinig zinvol een scherp onderscheid te maken tussen mythologie, levensbeschouwing, religie en rituelen. Zo schrijft de classicus J. Boardman in het verlengde hiervan: 
'Greek myth is in fact compound, primarily of types of folktale which can be found worldwide, but also of legends that conceal history, of stories that explain things peculiar to Greek life and religion, and of sheer poetic :invention. These, often overlapping, categories can be distinguished by modern scholarship but were only observed in antiquity by few authors who were concerned not to appear over-credulous and who sought rational explanations even for the essentially irrational.'

### Mythografie en mythemen
De beschrijving van mythen gebeurt door de 'mythografie'. Mythografen waren al actief in de klassieke oudheid. Voorbeelden zijn Ovidius' Metamorfosen en Apollodorus van Athenes Bibliotheca. De structuur van mythen wordt geanalyseerd met het begrip mytheem dat is geïntroduceerd door Claude Lévi-Strauss (1908-2009), naar analogie van de foneem en morfeem, waarmee de kleinste betekenisdragende onderdelen in respectievelijk de klankleer en vormleer worden aangeduid. Een mytheem is het kleinste betekenisdragende onderdeel van mythen. Mythen worden geacht opgebouwd te zijn uit mythemen die de onderliggende structuur ervan dragen. Een voorbeeld is de overwaardering van bloedverwantschap in de Oedipusmythe.

## Kenmerken

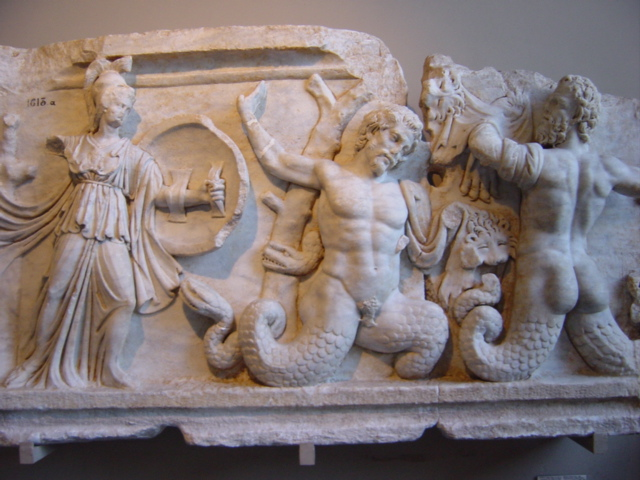
In de Theogonia beschreef Hesiodos de strijd tussen de Giganten en de Olympische goden, ergens in een ver verleden, waaruit de huidige kosmische orde volgde, met Zeus als opperste heerser. Hier is de strijd afgebeeld op een reliëf (waarbij de Giganten slangenpoten hebben), eerste eeuw n.Chr. van de agora van Aphrodisias. De val van de Giganten door de Olympiërs is wel uitgelegd als de import van nieuwe goden met hun cultussen.

Alle culturen hebben in de loop der tijd hun eigen mythen ontwikkeld, die bestaan uit verhalen over hun geschiedenis, hun religieuze culten, hun helden en heersers, maar ook hun visie op de kosmos en de plaats van de mens daarin. Mythen hebben een sterk symbolisch karakter en een allegorische vorm om waarheden weer te geven. Symboliek en allegorie hebben als voordeel dat ze minder aanstootgevend en tevens goed te onthouden zijn. Ze maken aanschouwelijk wat anders niet meteen aanschouwelijk is. Het leidt tevens tot een zekere gelaagdheid in het verhaal. De zichtbaarheid van diepere betekenislagen hangt enerzijds af van mythologische en cultuurhistorische kennis, en anderzijds (meer intracultureel gezien) kan het afhangen van de algemene ontwikkeling van de waarnemer, in relatie tot de individuele, spirituele vooruitgang. 
Een heel belangrijk aspect van mythen is echter ook het (vanuit modern, westers perspectief) niet-werkelijke of bovennatuurlijke karakter ervan. Magie, wonderbaarlijke gebeurtenissen, goden, halfgoden, fantastische wezens en niet-bestaande plaatsen kenmerken elke mythologie. Dit roept de vraag op in hoeverre mensen daadwerkelijk in al hun mythen geloven. Die vraag is voor veel mythologen echter onbelangrijk, en aangenomen wordt dat mythen binnen een cultuur waar zijn zonder meer. Dat een mythe veel en langdurig voorkomt in een bepaalde cultuur zegt ook niet in de eerste plaats iets over de waarheid ervan. Het zegt vooral iets over het nut ervan en de mate waarin men de mythe nodig heeft.
De mythe laat verder een (denk-/belevings)wereld zien waarin heel veel mogelijk is, zonder zich per se te binden aan een bepaalde tijd of plaats. Vaak zijn mythen namelijk min of meer tijdloos, dat wil zeggen dat hun plaats in het verleden (of de toekomst) onbepaald is. Hun lokalisering is niet helder, al kunnen gebeurtenissen bijvoorbeeld wel plaatsvinden in een bij name genoemd tijdperk, zoals een eerste, harmonieuze gouden tijdperk (Hesiodos, Werken en dagen; Ovidius, Metamorfosen). 
Moraliteit is tevens een algemeen kenmerk van mythen. Zo kunnen de handelingen van helden (die in allerlei mythologieën voorkomen) laten zien welk gedrag ideaal of juist niet ideaal is. Ook hebben goden bepaalde attitudes en functies, waardoor ze bij de mens bepaald gedrag afdwingen. Men denke aan de toorn van Zeus, Ishtar of Jahweh. In de praktijk kan een en ander dan ook leiden tot rituelen en offergaven. Met andere woorden, mythen creëren gedragsmodellen.
Het moet gezegd dat de vermelde eigenschappen niet zijn voorbehouden aan mythen. Ze komen ook in andere genres voor. Tijdloosheid, moraliteit en onwerkelijkheid zijn bijvoorbeeld sterk aanwezig in sprookjes en fabels. Laatstgenoemden in het bijzonder laten duidelijk didactische en moraliserende kenmerken zien.

## Typologie

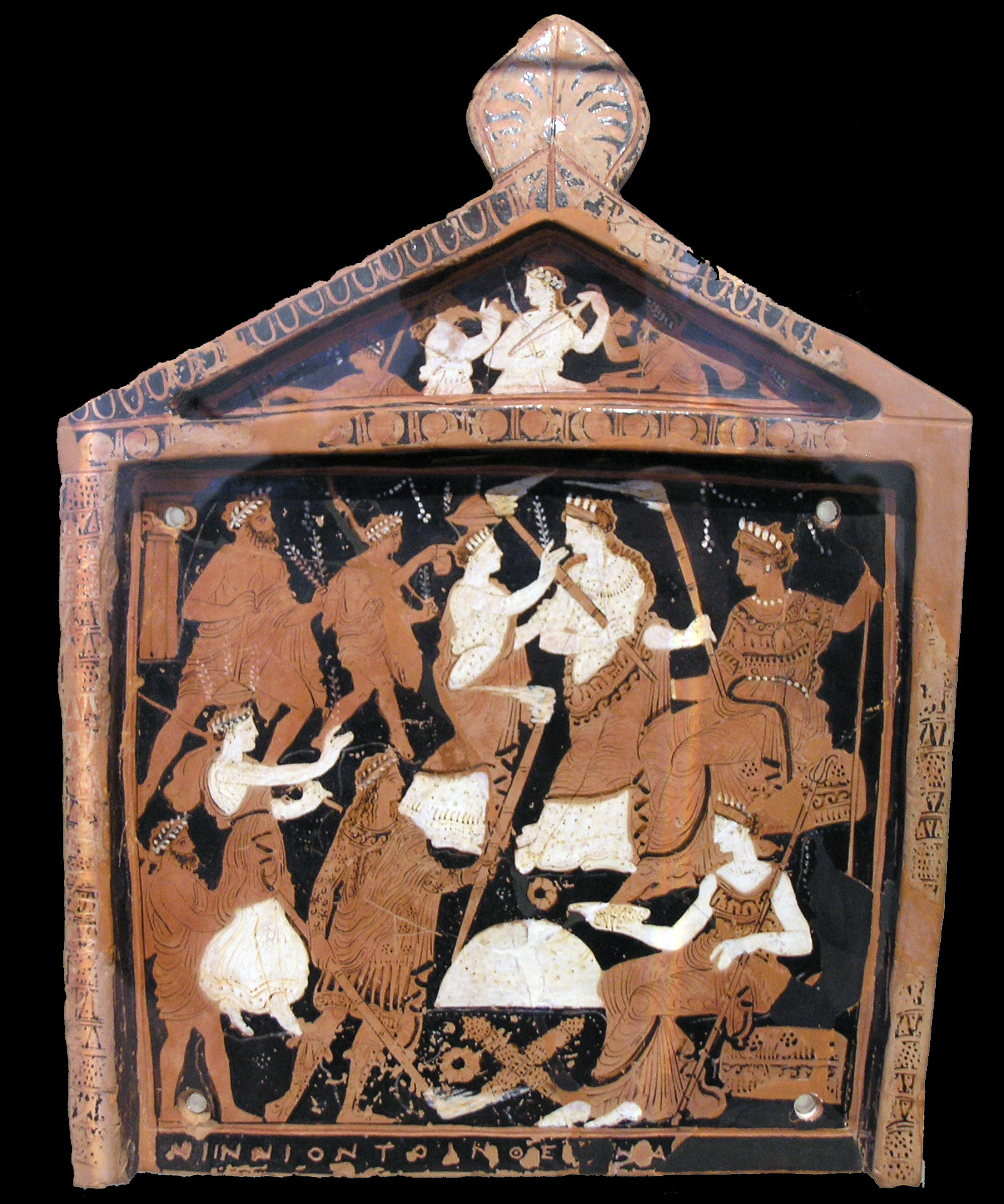
Een votiefsteen, bekend als het Ninniontablet, waarop elementen van de Eleusische mysteriën staan afgebeeld. Ontdekt in het heiligdom van Eleusis. Midden vierde eeuw v.Chr.

Een heldere typologie van mythen is moeilijk op te stellen. Zo'n indeling is al snel te dwingend of beperkend en bovendien niet oorspronkelijk. Het is de vraag welke criteria onderscheidend zijn. Naast enkele oudere indelingen, zoals die door de Romeinse schrijver Sallustius in de vierde eeuw, zijn er enkele typologieën voorhanden van mythologie-specialisten. Zo deelde S.H. Hooke, expert in oosterse talen en culturen, mythen in op basis van hun functies, hieronder gegeven.

### Rituele mythe
Er zijn mythische/godsdienstige teksten die betekenis hadden binnen een bepaald godsdienstig systeem en functioneerden binnen bijvoorbeeld tempeldiensten en vastgelegde rituelen. Veel mythische teksten zijn dan ook gevonden in tempelarchieven. Rituelen betroffen niet enkel fysieke handelingen, maar ook het uitspreken van formules, het zingen van liederen en het reciteren van teksten, die bijvoorbeeld magische effecten hadden. Een voorbeeld is het Babylonische Nieuwjaarsfestival, waarbij priesters de Enuma Elisj opzegden. De functie van de mythe was hier niet zozeer kennis als wel actie, die het bestaan van de gemeenschap veilig kon stellen.

### Etiologische mythe
Etiologisch wil zeggen 'verklarend'. Verklarende mythen zijn doorgaans oud en maken duidelijk waarom een bepaald gebruik bestaat, waarom iets zus of zo genoemd wordt, hoe iets ontstaan is etc. Soms bestaat meer dan één verklarende mythe voor hetzelfde. Bijvoorbeeld: de stichting van Rome (Romulus en Remus versus Aeneas). Onder deze categorie kunnen ook kosmogonische mythen gerekend worden, zoals de Theogonia van Hesiodos. Naast de formatie van de wereld, de natuur of van steden, kan het ook cultuurelementen betreffen. Zo bracht de titaan Prometheus het vuur naar de mens, terwijl Kadmos het alfabet naar Griekenland bracht.

### Cultische mythe
Soms functioneert een mythe binnen een cultus, gepaard met festiviteiten, bijeenkomsten en verering. Voorbeelden zijn de mysteriën van Eleusis en de verheerlijking van Jaweh in Israëlische festivals in aansluiting op de verlossingsgeschiedenis en het verbond met Hem. De mythe beschrijft nog wel een situatie en stelt het voortbestaan van die situatie veilig, maar niet langer op magische wijze. De mythe doet het op morele gronden, en bovendien wordt die op een hoger niveau getild door bijvoorbeeld profeten.

### Prestigemythe
De prestigemythe verleent prestige aan een bepaalde groep door middel van een mythische vertelling waarin een held centraal staat. Ook steden kunnen centraal staan. Voorbeelden zijn de verhalen rondom Mozes, Romulus en Remus, Troje en Zion.

### Eschatologische mythe
De eschatologische mythe beschrijft hoe iets ten einde kwam of zal komen. Zo wordt in de Noorse Völuspa de eindstrijd, Ragnarok, beschreven waarin alles en iedereen, inclusief de goden, ten onder zullen gaan. In de Griekse tragedie Prometheus geboeid doet Prometheus ook voorspellingen. Men denke ook aan het verhaal van Noach in Genesis en Uta-Napisjtim in het Gilgamesj-epos.'' In het bijzonder is het type echter kenmerkend voor het Zoroastrisme, jodendom en christendom (Openbaring van Johannes). Bij de profetische, apocalyptische literatuur is mythische taal en symboolgebruik niet weg te denken, al dan niet op basis van oudere mythen.

## Benaderingswijzen
Als object van studie kan mythologie vanuit verschillende vakgebieden benaderd worden, die elkaar onderling niet altijd uitsluiten. Voorbeelden zijn geschiedkunde, antropologie, sociologie, godsdienstwetenschap, filosofie/filosofische antropologie, psychoanalyse en taal- en letterkunde. In diverse gevallen is het moeilijk daartussen een onderscheid te maken in het werk van specialisten. Daar komt bij dat geleerden een bepaalde benaderingswijze of opvatting hanteren, die niet beperkt is tot één vakgebied. Voorbeelden zijn het structuralisme en Russisch formalisme. 
Hieronder wordt verder ingegaan op de benaderingswijzen, methodologie en de veronderstelde aard van mythen en mythologie. Ze hebben bijgedragen aan de analyse en het begrip van mythen, maar kunnen niet alles verklaren. Echter, afhangend van de benaderingswijze wordt soms de functie van de mythe en dus de aard van een mythologie anders geduid. Mythen kunnen verklaren (etiologie), sociale fenomenen rechtvaardigen ('oorkonde'-functie), de natuur allegoriseren, rituelen uitbeelden of ondersteunen. Deze functies moeten echter geenszins overdreven worden: een functie gaat slechts in enkele gevallen op, en de betrekkelijke dominantie van bepaalde functies kan verschillen van cultuur tot cultuur. Wat de (veronderstelde) functies van mythen echter gemeen hebben, is dat zij ertoe doen en relevant zijn.

### Mythe als historische gebeurtenis
Het euhemerisme bestaat al sinds de oudheid en gaat ervan uit dat mythen verstoorde vertellingen zijn van echte, historische gebeurtenissen. De theorie ontleent haar naam aan de mythograaf Euhemerus (ca. 320 v.Chr.), die had voorgesteld dat goden zich hadden ontwikkeld uit legenden over mensen. Hij en andere filosofen poogden daarmee het culturele erfgoed niet af te danken, maar te herinterpreteren op rationele wijze. In een ver verleden zouden vertellers bijvoorbeeld verslagen herhaaldelijk aangepast en uitgebreid hebben, zodat de personen een goddelijke status kregen. Zo stelde de mytholoog Thomas Bulfinch in de negentiende eeuw voor dat een historisch verslag over een koning die zijn volk leerde zeilen en de winden te interpreteren zich uiteindelijk ontwikkelde tot de mythe van de windgod Aeolus. De historicus Herodotos (vijfde eeuw v.Chr.) en filosoof Prodicus stelden soortgelijke interpretaties voor.

### Mythe als natuurallegorie
Gedurende de eerste helft van de negentiende eeuw, tijdens de romantiek in met name Duitsland, had het idee postgevat dat mythen in wezen verhalen waren over de natuur. Een mythe gaat dan over meteorologische en kosmologische verschijnselen, waarbij goden natuurkrachten vertegenwoordigen. Deze visie werd bekender en invloedrijker via de Duitse filoloog Max Müller (1823-1900). Volgens hem ontstonden mythen doordat namen voor objecten in de loop der tijd verkeerd werden begrepen. Zo zou een mythe over een held die een monster verslaat eigenlijk betekenen dat de dag de nacht verdrijft. Het probleem dat echter niet beantwoord werd, was waarom mythemakers zo veel moeite deden om allegorische beschrijvingen te geven voor duidelijk waarneembare verschijnselen. Het is sindsdien ook aangenomen dat niet alle mythen natuurmythen zijn.

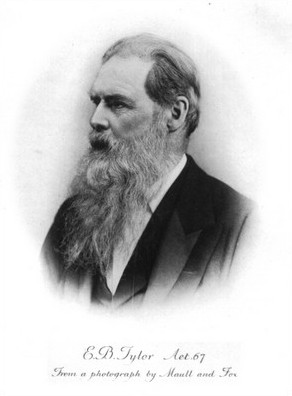
Edward Burnett Tylor

### Mythe als protowetenschap
Aangezien mythe verbonden is met religie, en de verhouding tussen religie en wetenschap nog altijd bediscussieerd wordt, zijn debatten over de verhouding tussen mythe en wetenschap nog altijd niet voorbij. Mythe is gelijkgesteld met wetenschap zonder meer, mythe is verklaard om zo gelijk te staan met wetenschap, en mythe is als voorloper van wetenschap gezien. Een verouderde maar niet onbeduidende theorie was die van Andrew Lang (1844-1912) en ook van de bekendere antropoloog Edward Burnett Tylor (1832-1917). Lang zag de mythe, in tegenreactie op het idee van de natuurmythe, als een vorm van protowetenschap, zodat de mythe gezien moest worden als etiologisch, oftewel 'verklarend'. Ook Tylor beschouwde mythen als voorwetenschappelijke pogingen van de primitieve geest om het bestaan van de mens en zijn omgeving te verklaren. Meer bepaald was Tylors paradigma globaal als volgt, van inferieur naar superieur: mythe→religie→wetenschap→filosofie. Hij werkt het echter verder uit. Filosofie is voor Tylor tweeledig: er is primitieve en er is moderne filosofie. Primitieve filosofie staat gelijk met primitieve religie, en primitieve wetenschap bestaat niet. Daartegenover staat moderne filosofie, de tegenpool van primitieve filosofie. Moderne religie kent tot slot geen mythe, maar bestaat uit metafysica en ethiek, wat primitieve religie ontbeert. Volgens dit model zouden zielen in moderne religie immaterieel en beperkt tot individuen zijn, terwijl ze in primitieve religie materieel zouden zijn.
Bovenstaande hiërarchie is een typisch negentiende-eeuwse invalshoek, waarbij de gedachte bestond dat mythen symbolische weergaven moesten zijn van de natuurlijke wereld. Niet alle mythen houden zich echter (primair) met de wording der dingen bezig. Bovendien veronderstelt de benadering dat mythen tegenover moderniteit, rationaliteit en wetenschap staan: mythen dienen om de wereld te verklaren (bij gebrek aan beter), en aangezien de wetenschap dat ook doet, zijn mythen per definitie gebonden aan samenlevingen zonder wetenschap. Volgens veel twintigste-eeuwse theorieën is dit niet het geval. Zo schreef Lévi-Strauss op basis van zijn structurele analyses van mythen: 'The kind of logic in mythical thought is as rigorous as that of modern science, and [...] the difference lies, not in the quality of the intellectual process, but in the nature of the things to which it is applied.' Desondanks is de evolutionaire tegenstelling mythisch→rationeel hardnekkig gebleken, en komt het in de twintigste eeuw ook nog voor. Enerzijds wordt daarmee de rationaliteit van oude of tribale samenlevingen echter onderschat, terwijl anderzijds de rationaliteit van de moderne mens wordt overschat.

### Vergelijkende mythologie (verouderd)
Vanaf halverwege de negentiende eeuw viel het specialisten in mythologie en folklore, met name etnologen, op dat er overeenkomsten waren tussen diverse tradities, verspreid op aarde. Men zoekt hierbij naar patronen die overeenkomen tussen meerdere culturen. Ondanks verschillen in tijd, plaats en cultuurhistorische achtergrond, werden dergelijke overeenkomsten onderzocht. Dit werd bijvoorbeeld gedaan door de Duitser Adolf Sebastian (1826-1905), met zijn theorie van elementaire ideeën die gemeenschappelijk zouden zijn voor de mens. Vandaar kon men concluderen dat bepaalde historische, culturele of psychologische universalia of tendensen bestonden. Zo kon een Romeinse mythe uitgelegd worden door middel van een Surinaams gebruik, of een Griekse legende door middel van een Polynesische rite. 
In het verlengde hiervan ligt het niet onbelangrijke, lijvige The Golden Bough (1890-1922) van de Britse antropoloog James George Frazer (1854–1941). Daarin onderzocht hij diverse patronen op basis van allerlei mythologische, rituele en folkloristische tradities verspreid over de aardbol. Ook kan men een bepaald soort mythe nemen en zoeken naar overeenkomsten, om zo tot een universele monomythe te komen. Dit is bijvoorbeeld het geval in The Hero with a Thousand Faces (1949) van Joseph Campbell (1904-1987), die beïnvloed was door Bastian. Bij deze methode kunnen echter vragen gesteld worden over het selectiecriterium voor het gebruikte materiaal, evenals over falsificatie. Ook wordt het individuele, lokale karakter van een mythe verwaarloosd, net als haar sociaal-culturele inbedding. Er wordt niet gekeken naar de werkelijkheidsbeleving rondom de mythe van een bepaalde groep mensen. Deze benaderingswijzen zijn al met al verouderd en niet meer gangbaar in de bestudering van mythen.

### Mythe als ritueel

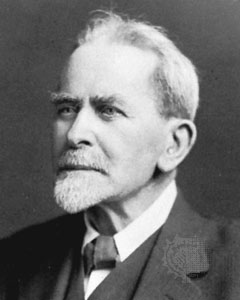
James George Frazer

In de klassieke oudheid hadden geleerden al pogingen gedaan om geloofsovertuigingen en rituelen te verklaren op basis van mythische gebeurtenissen, al deden voor hen dichters als Euripides (ca. 480-406 v.Chr.) ook al dergelijke pogingen. Callimachus (305-ca. 240 v.Chr.) schreef zelfs een Aitia, 'oorzaken'. In de negentiende eeuw zou iets dergelijks ingang vinden. 
J.G. Frazer ontwikkelde ideeën over mythen die verwant zijn aan die van Tylor. Voor Frazer maakt mythe deel uit van primitieve religie, en primitieve religie valt onder filosofie, maar staat tegenover moderne natuurwetenschap. Wat Frazer betreft zijn religie en wetenschap onverenigbaar. Belangrijk verschil met Tylor is echter dat Frazer mythe als iets actiefs beschouwt, in plaats van als een passieve tekst. Mythen doen en leiden tot. Daarmee is mythe onlosmakelijk verbonden met ritueel. Het is door de toepassing van mythe, dat deze zijn betekenis krijgt, en dit leidde Frazer ertoe overal rituelen in te zien, zoals gebeurt in The Golden Bough. Zowel Tylor als Frazer slagen er met dergelijke modellen evenwel niet in te verklaren waarom mythes, en religie in het algemeen, nog altijd bestaan, ondanks de sterke aanwezigheid van moderne wetenschap. Toch is de benaderingswijze zinvol, in die zin, dat zij niet enkel naar het literaire karakter van de mythe kijkt, maar haar verbindt met praktijk: mythen zijn volgens Frazer eigenlijk ritueel van aard, iets wat verscheidene godsdiensthistorici ook gedaan benadrukt. Deze gedachte had hij overgenomen van Bijbelgeleerde William Robertson Smith (1846-1894), die stelde dat alle mythen afgeleid waren van rituelen. Die theorie was bepaald niet zonder aanhang en invloed. 
Bovenstaande modellen bestaan feitelijk uit een soort paraplu, waaronder kleinere paraplu's vallen. Een lager stadium in de hiërarchie is de basis voor de volgende, en deelt de essentie van een bepaalde mate van redeneren en rationaliseren. Dat wil zeggen dat de 'primitieve mens' wezenlijk denkt zoals de 'moderne mens', alleen minder geraffineerd. Zo zouden metafysische concepten te hoog gegrepen zijn voor het primitieve denken. De primitieve mens ziet de wereld zoals de moderne, maar duidt die anders. 
De mythe-ritueelgedachte werd na Frazer door diverse geleerden opgepakt en soms aangepast. In eerste instantie vond het idee vooral navolging bij (Britse) classici en Bijbeldeskundigen zoals Jane Harrison (1850-1928) en S. H. Hooke (1874-1968). Ook de Franse socioloog Émile Durkheim (1958-1917) was een dergelijk mening toegedaan. Diverse classici, zoals Gilbert Murray, F. M. Cornford en A. B. Cook, zouden het model zelfs toepassen op onderzoek naar seculiere verschijnselen zoals tragedie, komedie, de Olympische Spelen, wetenschap en filosofie. Het bleek tevens goed te combineren met andere ideeën over mythen, bijvoorbeeld de etiologie volgens Malinowski (zie beneden). Deze zag mythen als verklaringen voor bijvoorbeeld rituelen. De Amerikaanse antropoloog Clyde Kluckhohn (1905-1960) was wellicht pas de eerste die mythen en rituelen weer scheidde, wat nog veel sterker gedaan werd door de Duitse classicus Walter Burkert (geb. 1931).

### Mythe als deel van de primitieve psyche
De contemporaine Franse filosoof Lucien Lévi-Bruhl (1857–1939) reageerde op bovenstaande notie, en veronderstelde dat de primitieve mens wezenlijk anders denkt. Voor hem is het primitieve denken simpelweg niet-logisch. Vanuit westers perspectief bezien, beschouwt de primitieve mens zichzelf en heel de natuur als een mystiek geheel, aldus Lévi-Bruhl, waarin een entiteit tegelijkertijd ook een andere entiteit kan zijn. Daarin is geen plaats voor individuele zielen. Hieruit volgt dat de primitieve mens de wereld daadwerkelijk anders waarneemt. Voor Lévi-Bruhl is filosofie vervolgens zuiver abstract, en dus kan religie er niet onder vallen, laat staan het mythische denken. Hij beschouwde mythen niet als een eenvoudige, intellectuele poging de wereld te begrijpen, maar als een poging ermee te communiceren, door emotionele drijfveren.

### Mythe als oorkonde
In reactie op de karakterisering van mythen zijnde etiologisch van aard, beweerde de Poolse antropoloog Bronisław Kasper Malinowski (1884-1942) dat de mythe eigenlijk als een soort oorkonde functioneerde. De mythe is een rationalisering en legitimatie van bestaande fenomenen, zoals tradities en koninklijke dynastieën: 'The function of myth (...) is to strengthen tradition and endow it with a greater value and prestige by tracking it back to a higher, better, more superior reality of initial events.' Vergelijk de Aeneis van Vergilius. Ook deze visie is echter onterecht universalistisch, en ze benadert de samenleving feitelijk als iets statisch, wat het niet is. Malinowski's student E.R. Leach merkte dan ook op: '[M]yth and ritual is a language of signs in terms of which claims to rights and status are expressed, but it is a language of argument, not a chorus of harmony'. De visie dat de maatschappij de drijvende kracht achter de mythe(vorming) is, vormt de basis voor deze benaderingswijze, en is daarmee verwant aan die van Durkheim en Franz Boas, zogeheten culturalisten.

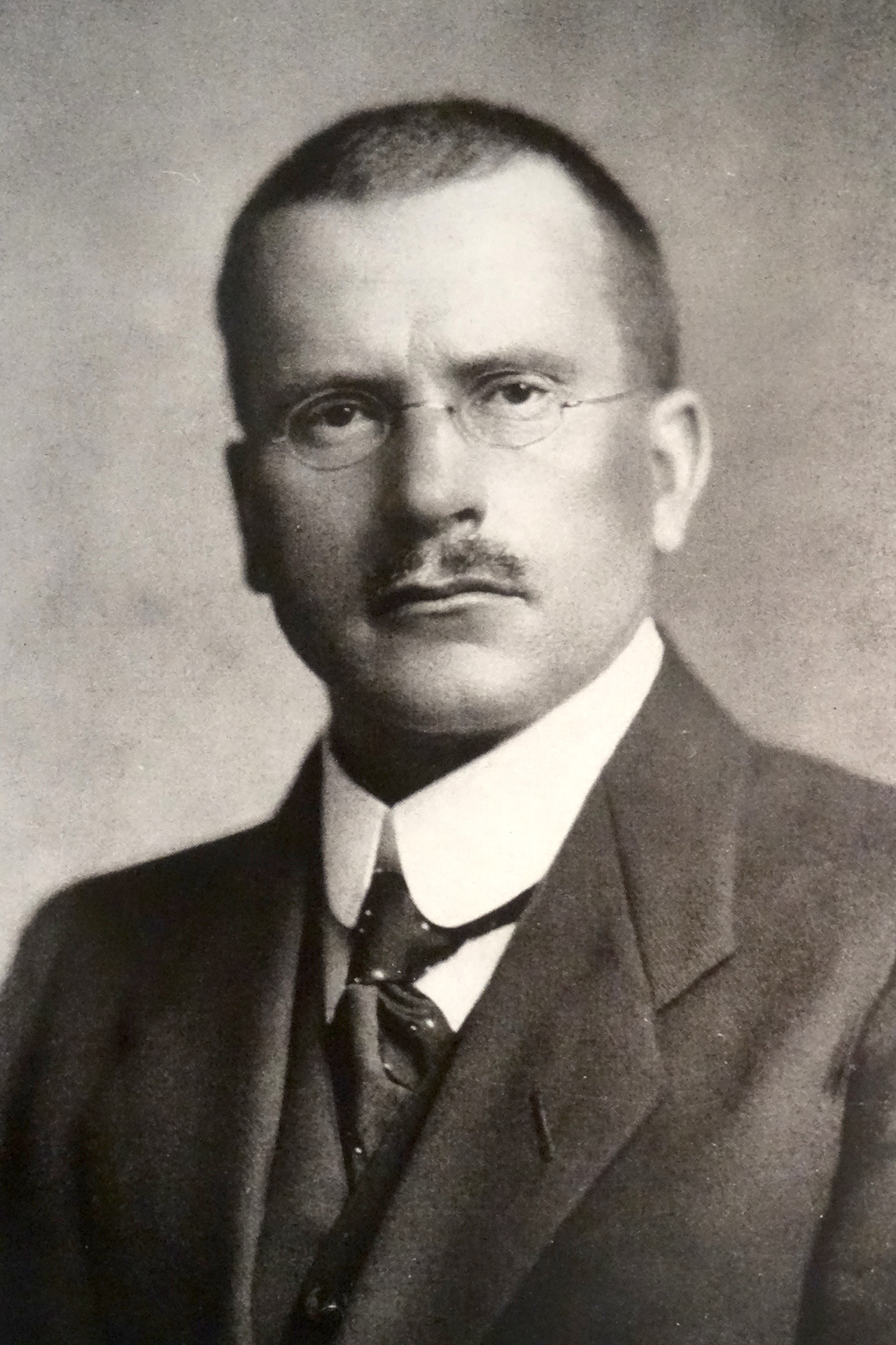
Carl Gustav Jung

### Mythe als psychisch symbool
Een andere benadering is van dieptepsychologische of psychoanalytische aard, waarbij mythen, sprookjes, kunstuitingen en dergelijke gezien worden als uitingen van verdrongen elementen, verlangens en angsten, in het onderbewuste. Zoiets deed Sigmund Freud (1856-1939) in Totem und Tabu. Hij maakte voor zijn psychoanalytische theorieën gebruik van Griekse mythologie, zoals met het oedipuscomplex waarmee hij verwijst naar de mythe van Oedipus. Deze benaderingswijze is ook toegepast op andere literaire genres, zoals het sprookje en de moderne roman.
Hij gaat echter vooral terug op het werk van de Zwitserse psychiater Carl Gustav Jung (1875-1961). Hij merkte op dat in de dromen, fantasieën en creatieve uitingen van kinderen, geesteszieke en normale volwassenen diverse motieven steeds weer voorkwamen. Dat moest volgens hem iets wezenlijks zeggen over de menselijke geest. Zoals het lichaam globaal gezien bij alle mensen overeenkomt, zo moest ook de geest een algemene, universele kern hebben. Dit collectief onbewuste is wat tot uiting komt in mythen en symbolen. Middels de bestudering van die mythen en symbolen kunnen archetypen geformuleerd worden, waartoe Jung geïnspireerd was door het werk van Bastian. Voor Jung was de mythe dan ook vooral relevant binnen de context van de individuele patiënt. Het doel van dergelijk psychologisch onderzoek was voor Jung om het onderbewuste inzichtelijk te maken, zodat de moderne mens zichzelf beter zou kunnen begrijpen.
De psychologisering van mythen en dergelijke is veel nagevolgd. Zo probeerde de psycholoog Erich Neumann (1906-1960) op basis van mythologische overleveringen de evolutie van het bewustzijn in kaart te brengen. Geïnspireerd door de verouderde versie van vergelijkende mythologie en door analytische psychologie, de jungiaanse dieptepsychologie, schreef mytholoog Joseph Campbell meerdere werken op het gebied van mythologie, vergelijkende godsdienstwetenschap en spiritualiteit. Een van zijn vroegste werken was The Hero with a Thousand Faces, waarin hij zijn bedoelingen verwoordt:
'[...] een aantal waarheden die voor ons verborgen zijn achter de figuren uit godsdienst en mythologie aan het licht te brengen door een groot aantal duidelijke voorbeelden naast elkaar te zetten en de oorspronkelijke betekenis daaruit als vanzelf naar voren te laten komen. De oude leraren wisten waar zij het over hadden. Als we eenmaal geleerd hebben hun symbolische taal beter te begrijpen is er slechts het talent van een bloemlezer voor nodig om hun lessen opnieuw te doen horen. Maar eerst moeten ze de grammatica der symbolen leren en als sleutel tot dit mysterie ken ik geen beter modern instrument dan de psychoanalyse.'
Hij zocht dus vooral naar patronen in alle mythologieën, waarbij hij de gevonden motieven psychologische waarde toekende. Zijn theorieën, populair geworden in boekenseries en video’s, zijn meer van inspirerende dan van academische aard en worden thans eerder door het algemeen publiek aanvaard dan door de academische kringen.

### Mythe als literair fenomeen
Naast de inbedding van mythen in een wetenschappelijk of godsdienstig kader is de mythe ook literair benaderd. In de victoriaanse periode hebben classici als Jane Harrison, Gilbert Murray en F. M. Cornford de mythe bijvoorbeeld wel gezien als de bron van de literatuur. Op basis van Frazer stelden Harrison en Murray dat mythen slechts rituelen beschrijven, maar dat de tragedie deze vervolgens slechts dramatiseert.
In de eerste helft van de twintigste eeuw raken nieuwe benaderingswijzen in zwang in het kielzog van de talige wending rond het begin van de eeuw, onder invloed van de filosoof Ludwig Wittgenstein, antropoloog Franz Boas (Tsimshian Mythology) en vooral de Zwitserse taalkundige Ferdinand de Saussure. Deze benaderingen of invalshoeken, het formalisme en het structuralisme, delen een taalkundige grondslag en formeel, systematisch karakter. Deze invalshoeken kreeg in de loop van de eeuw veel navolging.

Het formalisme staat voor een formele, nauwgezette analyse van verhalen (narratieven). Het gaat hier dan met name om een specifiek-literaire vormanalyse, waarbij onder andere biografische en psychologische aspecten buiten beschouwing gelaten worden. Met name van belang is in dit kader het Russisch formalisme, met vertegenwoordigers als Roman Jakobson en Vladimir Propp (die ook wel een structuralist genoemd is). Laatstgenoemde analyseerde bijvoorbeeld sprookjes en concludeerde dat steeds dezelfde patronen aangetroffen werden. Hij stelde zelfs een lijst op van 31 van dergelijke constanten of handelingen, die een samenstellingssysteem vormden dat zowel erg stabiel als wijdverbreid was. Die constanten of samenstellende delen konden volgens Propp zelfstandig, los van hun context, vergeleken worden. Bepaalde elementen konden in de loop der tijd ook (systematisch) vervangen worden, wat met deze benaderingswijze helder zou worden. Daarbij hoefde men niet na te laten mythisch materiaal in het onderzoek te betrekken.

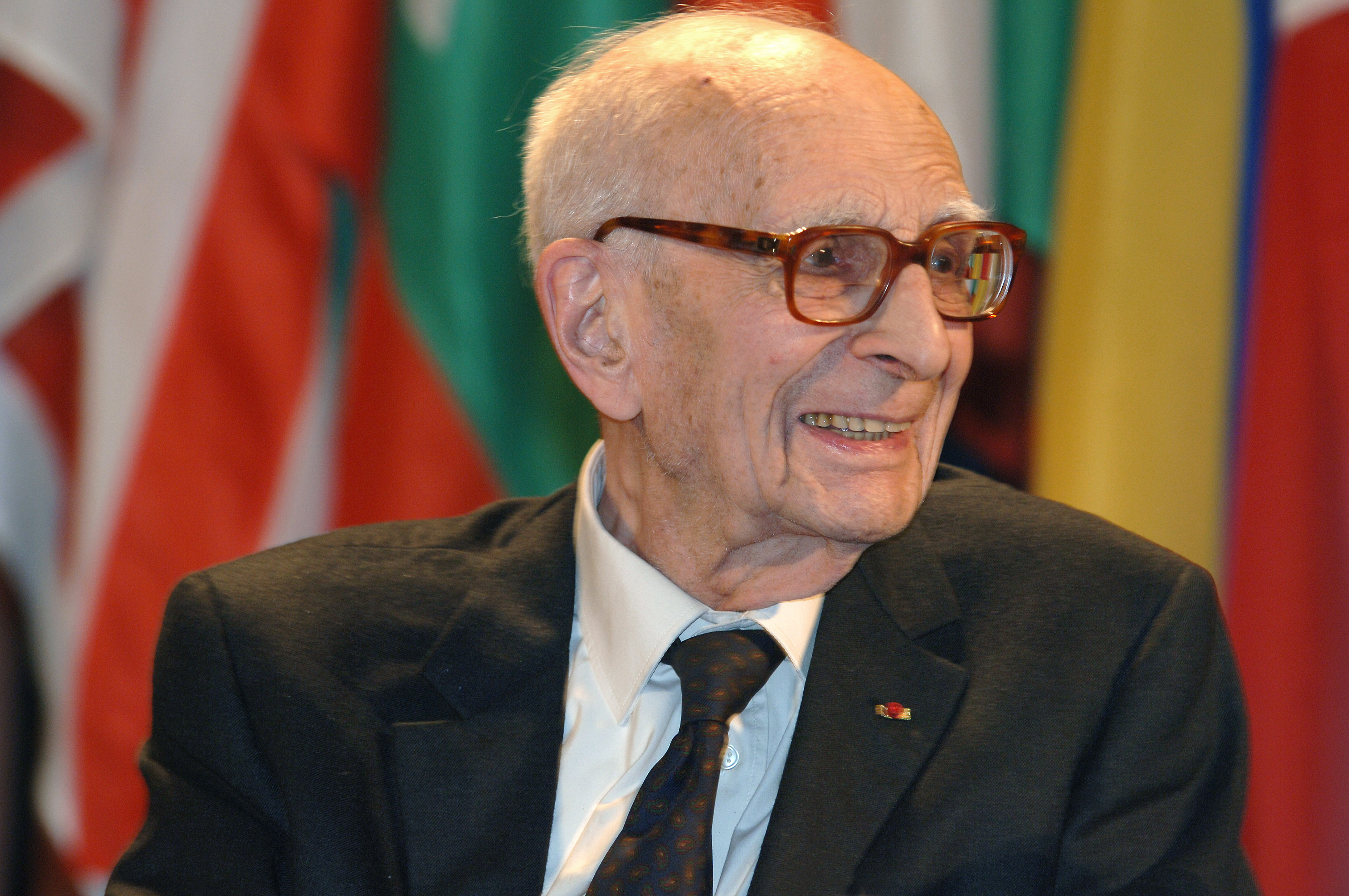
Claude Lévi-Strauss in 2005.

### Mythe als sociaal product
Het structuralisme, net als het positivisme, staat in veel opzichten tegenover hermeneutische benaderingen. De kerngedachte is namelijk dat de maatschappij- en geesteswetenschappen op dezelfde manier benaderd moeten worden als de natuurwetenschappen. Het structuralisme heeft een sterk taalkundige en filosofische basis, en veronderstelt dat bijvoorbeeld sociale fenomenen (onbewust) bepaald worden door supra-individuele structuren of tekensystemen. Die structuren werken buiten de wil van de individuele persoon om en zijn overal aanwezig. Vóór Lévi-Strauss (zie hieronder) kon een structuralistische benadering al gezien worden in literaire analyse, maar ook in de vergelijkende mythologie van de Indo-Europeanist Georges Dumézil (1898-1986). In zijn vergelijkende studies naar Indo-Europese mythologie meende deze bijvoorbeeld bewijs te vinden voor een oorspronkelijke, Indo-Europese driedeling, namelijk soevereiniteit, krijgerschap en vruchtbaarheid. Deze driedeling zag Dumézil terug in mythen, godsdienstige rituelen en sociaal-politieke organisatie.
De invloedrijke antropoloog Claude Lévi-Strauss zette het structuralistische gedachtegoed in voor etnografisch onderzoek. Net als voor Jung was het onderbewuste voor hem belangrijk, omdat volgens hem alle menselijke mogelijkheden en ervaringen uiteindelijk bepaald en beperkt werden door de structuur van de menselijke geest. Hij beschouwde sociale organisatie, verwantschapsrelaties, mythen en dergelijke als (willekeurige) tekens die als zodanig bestudeerd en vergeleken moesten worden. Middleton argumenteert dat "[V]oor Lévi-Strauss de mythe een gestructureerd systeem is van verwijzingen, waarvan de interne netwerken van relaties gebruikt worden om de structuur ‘in kaart te brengen’ van andere relatiesets; de ‘inhoud’ is eindeloos variabel en relatief onbelangrijk".
Wat mythologisch onderzoek betreft kwam de eerste grote aanzet in 1955. De mythe diende geanalyseerd en opgebroken te worden in haar samenstellende delen, waarna de delen geclassificeerd dienden te worden volgens gemeenschappelijke verwijzingen of thema's. Ook moesten de regels van samenstelling van die 'tekens' in acht genomen worden. Als die groepen vervolgens onderling vergeleken zouden worden, dan zouden de hoofdthema's, boodschappen en structuren van mythes duidelijk worden. Dit, in relatie tot de cultuur en (impliciet) de menselijke geest. In zijn vierdelige Mythologiques (1969-1981) werkte hij zijn ideeën over en onderzoek naar mythen verder uit. Het doel van dit onderzoek was om zonder twijfel de methodiek en logica van mythologieën vast te stellen. Lévi-Strauss was dan ook van mening, in tegenstelling tot Lévi-Bruhl, dat de 'primitieve' cultuur niet wezenlijk verschilde van de 'moderne', en dat het primitieve denken even logisch was. In het eerste deel van de Mythologiques, Le Cru et le Cuit, beschouwt hij bijvoorbeeld het onderscheid tussen rauw en gekookt voedsel, dat parallel loopt aan het verschil tussen natuur en cultuur binnen de samenleving, tussen het profane en het heilige binnen de religie, en tussen stilte en lawaai binnen geluid. Dergelijke logische patronen zijn vervolgens te vinden in de mythen van de mens, en zijn van wezenlijk belang voor het begrijpen van de menselijke geest in de betreffende cultuur. Lévi-Strauss beschouwde een mythe dan ook als een rationele, gedramatiseerde poging in verhaalvorm om interne en fundamentele, sociale spanningen op te lossen.

### Vergelijkende mythologie (modern)
Een nieuwe vergelijkende mythologie ontstond in de vroege twintigste eeuw, die nog steeds productief is. Deze vergelijkende mythologie (of comparatieve mythologie) is de systematische vergelijking van mythen van verschillende culturen, met als doel de 'genetica' ervan bloot te leggen en vroegere stadia te reconstrueren. Ook in hedendaags onderzoek naar de cultuurhistorische wortels van mythen en hun onderlinge, intra- en interculturele verwantschap is sprake van een interdisciplinair karakter. Vergelijkende mythologie maakt niet alleen gebruik van letterkundige, geschiedkundige en archeologische informatie, maar ook van taalkunde. Taal is immers de drager van de mythe. Achterhaald wordt zo hoe de uitwisseling en verspreiding van mythen precies verliep tussen groepen die niet direct verwant zijn. 
Dat is bijvoorbeeld het geval bij de studie naar Apollo en het monster van Delphi, Aphrodite, de mythen rondom Deucalion, Adonis en de ontvoering van Persephone door Hades, waarvan de oorsprong in Anatolië en het Midden-Oosten liggen. De methode wordt ook toegepast op verwante talen en culturen, om zo tot een protomythologie te komen die in de loop der millennia vertakt is in de diverse mythologieën die nu gekend zijn. De etymologie van namen en bijnamen van goden kan bijvoorbeeld iets zeggen over de oorsprong van de goden en over hun oorspronkelijke functie. Soortgelijke namen kunnen ook op verwantschap wijzen tussen godheden uit verschillende culturen. In dit kader is betrekkelijk veel onderzoek gebeurd naar de Proto-Semitische en de Indo-Europese mythologie (zie bijvoorbeeld Perkwunos).

### Mythe en esoterie
Er bestaan ook benaderingswijzen, die weleens geschaard worden onder de zogeheten esoterie (een term en classificatie die niet zonder problemen is), door academici gezien als pseudowetenschap. Men kijkt naar mythen als vertellingen waaruit vermeende, historische informatie te distilleren valt, en waar diepgaande wijsheden in besloten liggen. Een voorbeeld is Mythen en hun esoterische betekenis van Jan van Dijk (1933). De invalshoek grenst enigszins aan die van Jung en Campbell, maar hoeft geenszins nieuw en modern te zijn. In de late oudheid zagen hermetici bijvoorbeeld vooral in Egypte nieuwe waarheden in oude mythen. Zo was de mythe van Isis een scheppingsparabel, waaraan een metafysische doctrine gekoppeld wordt.
Een typerend, modern voorbeeld is het denken van Erich von Däniken, die onder meer in oude artefacten, architectuur en teksten sporen ziet van contact met buitenaardse beschavingen (Erinnerungen an die Zukunft, Düsseldorf, 1968; Engels: Chariots of the Gods). Een ander voorbeeld is het werk van Zecharia Sitchin (1920-2010), die veronderstelt dat Sumerische, mythische teksten het bewijs leveren voor een twaalfde planeet in het zonnestelsel, Niburu, waarvan de bewoners (anunnaki) de aarde in een ver verleden bezocht zouden hebben (The 12th Planet, 1976). Buiten de academische wereld bestaat er tot op de dag van vandaag discussie over de validiteit van dergelijke theorieën.
Een eigentijdse interpretatie van mythen als voornamelijk indicatoren van astronomische aard is naar voren gebracht in het werk van Giorgio de Santillana en Hertha von Dechend die stellen dat alle goden sterren zijn en is een tegenwicht voor de talloze jungiaanse (vaak psychologische of mystieke) interpretaties zoals die door Campbell zijn naar voren gebracht.

## Mythevorming en -ontwikkeling
In alle tijden heeft de mens met dezelfde diepe vragen gezeten ten overstaan van zichzelf en de wereld. Deze fundamentele vragen (wie ben ik, waar komt dit alles vandaan, waar gaat het naartoe, waarom is er dood en geboorte) vormen als het ware een tijdloos motief voor de mens bij het zoeken naar antwoorden. Mythen houden daarmee verband. Omdat de vragen oud en wezenlijk zijn, is het ook niet verwonderlijk dat mythologie, en godsdienst in het algemeen, een oud, prehistorisch fenomeen is, zoals geïllustreerd wordt door Indo-Europese mythologie. Mythen maken dan ook deel uit van mondelinge overlevering. Door veranderende sociale omstandigheden en het losbreken van sociale groepen door migratie diversifiëren mythen. Sommige aspecten raken op de achtergrond, anderen worden juist benadrukt, sommige versmelten met elkaar, en andere verdwijnen. Hierdoor is de precieze ontstaanscontext en ontwikkeling van mythologieën niet altijd even duidelijk. 

### Prehistorie
Modern taalkundig en neurologisch onderzoek wijst uit dat taal geen voorwaarde is voor allerlei cognitieve aspecten zoals het hebben van mentale representaties van de wereld. Veel dieren hebben ze. Taal verbreedt echter wel de mogelijkheden, en die taal wordt mogelijk dankzij de neocortex van het brein. Die neocortex is onder andere nog geassocieerd met het zelfbewustzijn, cognitieve processen, ethiek en andere abstracte, typisch menselijke zaken. Taal ondersteunt bijvoorbeeld het geheugen en maakt het mogelijk te communiceren over zaken die buiten het directe hier en nu vallen. Geloofsovertuigingen en geloof in het goddelijke zijn abstract en overstijgen het ‘normale’, directe en fysieke. Daar komt bij dat de neocortex zijn huidige vorm circa 50.000 tot 100.000 jaar geleden kreeg en dat de mens naar schatting al 100.000 jaar taal gebruikt. Daaruit volgt de conclusie dat de mens vermoedelijk al veel millennia een of andere vorm van geloof en dus mythologie heeft. Het gaat dan om periodes ver voor de tempels op Malta (3600-2500 v.Chr.), Stonehenge en Göbekli Tepe. Dat het inderdaad het geval is, wordt gesuggereerd door met name prehistorische kunst. 
Er zijn graven uit de steentijd gevonden van onder anderen neanderthalers waaruit bleek dat de overledenen begraven waren met (rituele) goederen. De graven zijn 60.000 tot 100.000 jaar oud. Dit wijst wellicht op een gecompliceerdere levensbeschouwing, zoals het geloof in leven na de dood of het bieden van een veilige rustplaats voor de overledene en zijn ziel.
Daarnaast kan een andere, evolutionaire hypothese gevormd worden. Aangezien overleven niet eenvoudig was en de jacht niet per definitie succesvol en zonder gevaar was, ging de mens zich succes inbeelden. Hij bereidde zich mentaal voor op de inspanningen in de hoop op een goede afloop. De stap naar het om toestemming vragen aan het prooidier is vervolgens snel gemaakt (dit gebeurde nog bij de Inuït). De voorbereidingen leidden dan naar het speuren naar voortekens, dromen enzovoort. De gedachte dat hij niet de enige is die denkt (projectie) terwijl hij aan de elementen is overgeleverd, doet bij de mens vervolgens een vermoeden ontstaan van een bezielde wereld, waarmee hij bewust kan communiceren. Hier ligt de fundering voor religie.
In het verlengde daarvan is een andere interpretatie voorgesteld van rotstekeningen. Naast de opvatting dat het om puur representationele tekeningen of schilderingen gaat, bestaat de opvatting dat de vormen niet zozeer verwijzen naar de fysieke dieren, maar naar de zielen ervan, zoals die, hypothetisch, gezien werden in dromen en betrokken werden in rituelen. Ze hebben dan profetische waarde. Dat kan verklaren waarom rotstekeningen soms over elkaar heen op de wand zijn aangebracht: eerdere voorspellingen of droombeelden verloren hun betekenis, wat bij een kunstwerk zonder meer minder snel het geval zou zijn. De interpretaties hoeven elkaar natuurlijk niet altijd uit te sluiten.
Vervolgens zijn er de zogeheten ‘venusfiguren’ uit het laatpaleolithicum van het Euraziatische continent, gedateerd tussen ca. 27.000 en 20.000 v.Chr. Het zijn kleine beeldjes van vrouwen met vaak uitgesproken seksuele karakteristieken. Deze beeldjes zijn geïnterpreteerd als behorende tot een vruchtbaarheidscultus. Op zich hoeft dit niet vreemd te zijn, gezien het belang van vruchtbaarheid en de zorg voor nageslacht in moeilijke en primitieve leefomstandigheden, waardoor men niet lang leefde. De venusinterpretatie en de visie dat het om voorlopers van de Moedergodin gaat is echter ook bekritiseerd. Het zou bijvoorbeeld om zelfrepresentaties gaan.
Gedurende het neolithicum, tussen 10.200 en 4.200-2.000 v.Chr., vonden ingrijpende veranderingen plaats op cultureel vlak in met name het Midden-Oosten. Het was de periode waarin de landbouw begon, en wetenschappers hebben op basis van archeologisch onderzoek verondersteld dat de ontwikkeling en vestiging van een religieus systeem waarschijnlijk in deze periode plaatsgevonden heeft. Vooral de Moeder en de Stier zijn dominante symbolen. Een goed voorbeeld is de Zittende godin van Çatal Hüyük. Men kan echter nog niet spreken van een duidelijk en uitgewerkt pantheon.

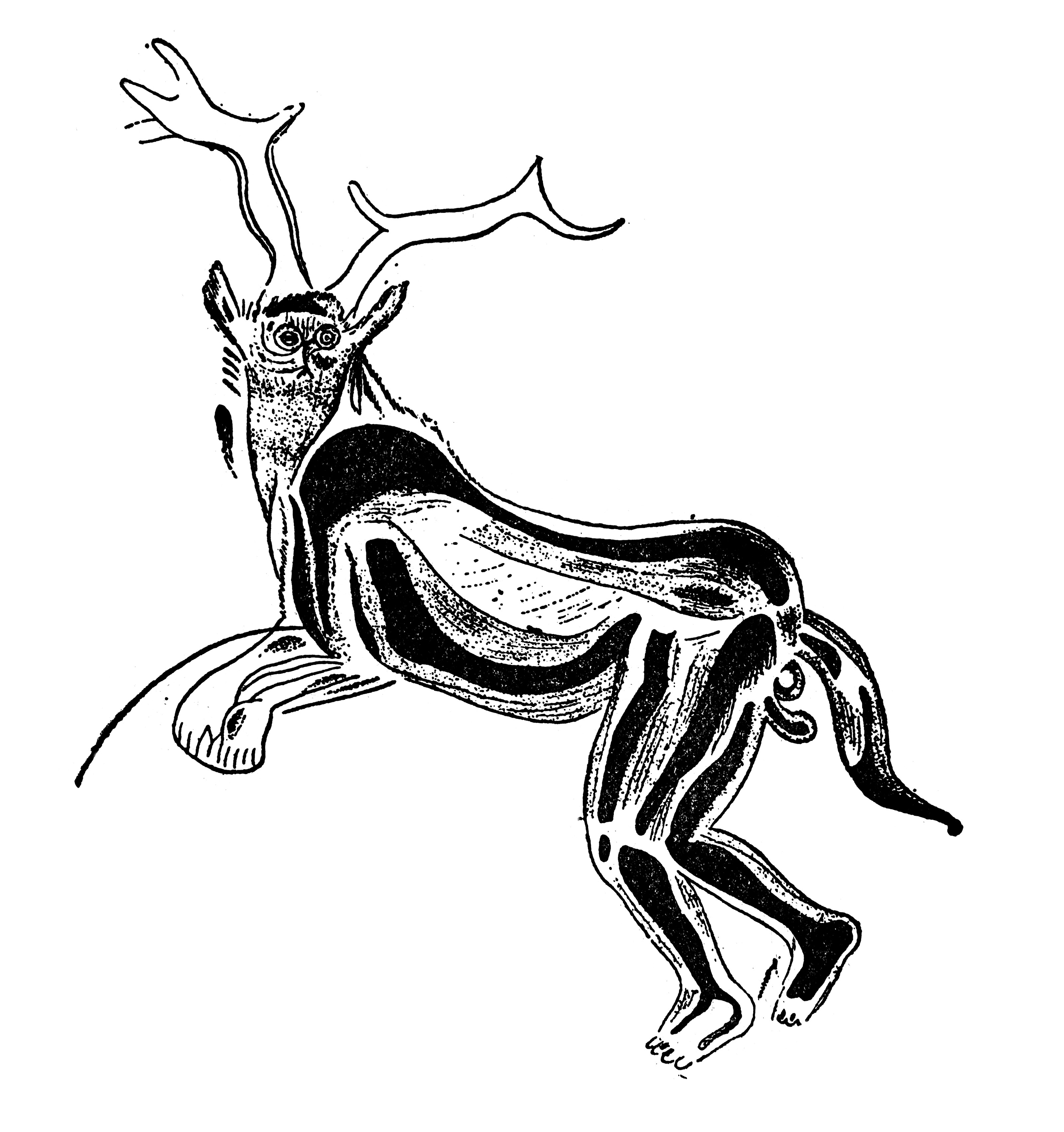
Tekening uit de Trois Frères-grot, Zuid-Frankrijk. Het lijkt om een man te gaan die verkleed is als dier. Soortgelijke afbeeldingen zijn meer gevonden. Het is gespeculeerd dat de afbeelding verband houdt met magische riten. Ook zou het om een godheid kunnen gaan.[84] De tekeningen maken deel uit van de Europese Magdalénien-cultuur, tussen 17.000 en 12.000 v.Chr.
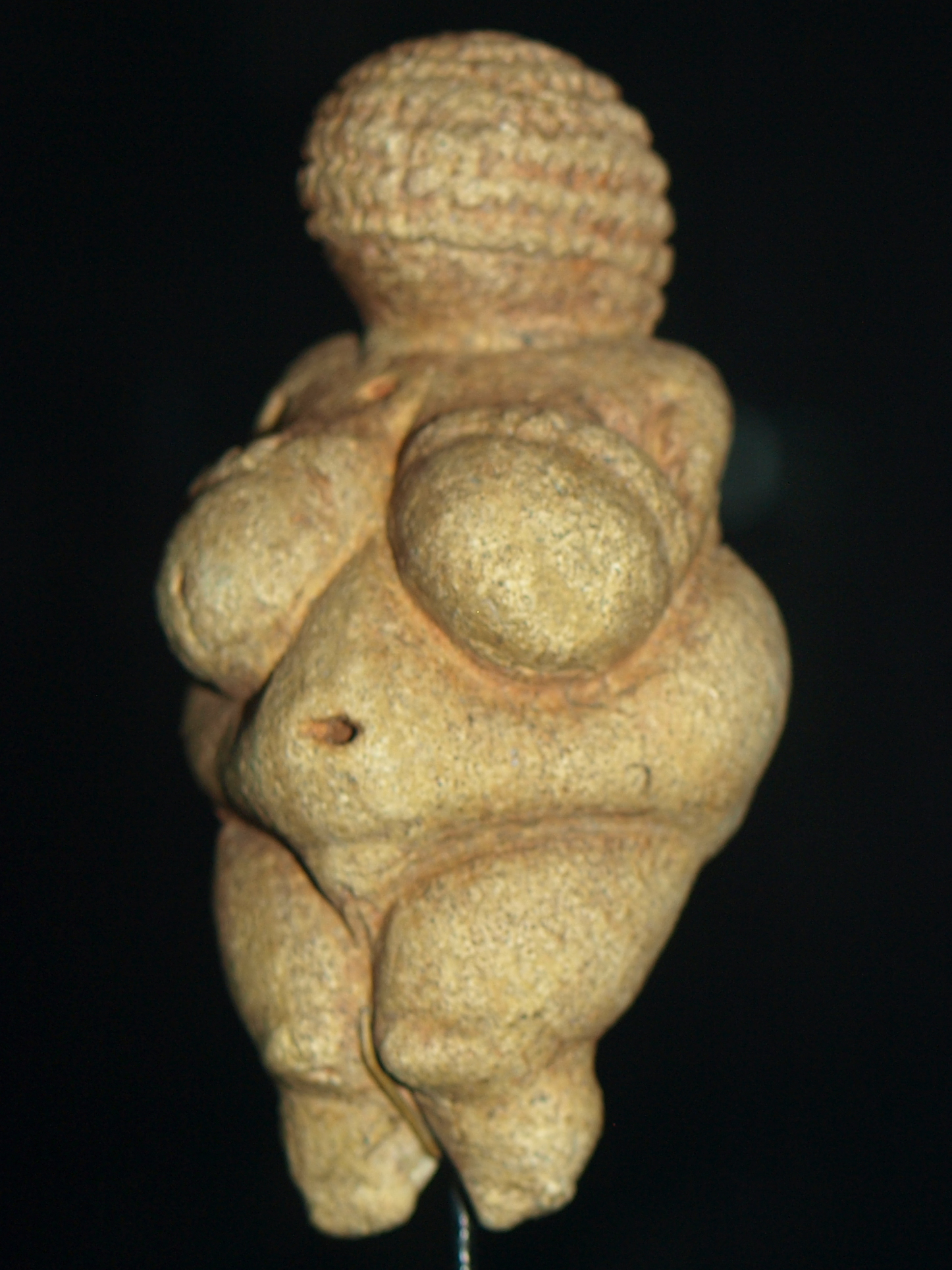
De Venus van Willendorf, in 1908 gevonden in Oostenrijk. Het is gedateerd tussen 24.000 en 22.000 v.Chr.
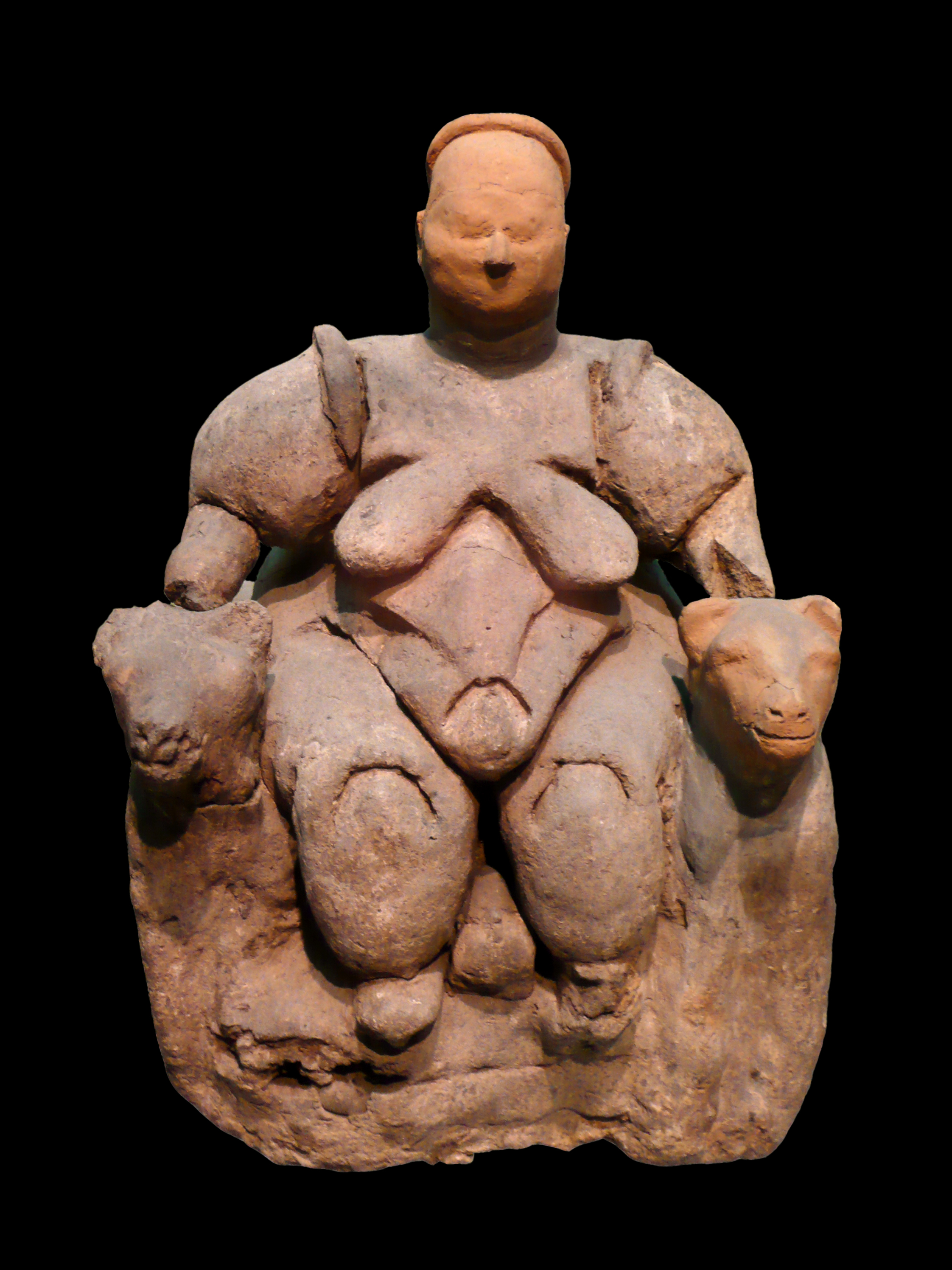
De zittende vrouw van Çatal Hüyük, geflankeerd door twee panters, gemaakt tussen het zevende en vijfde millennium.
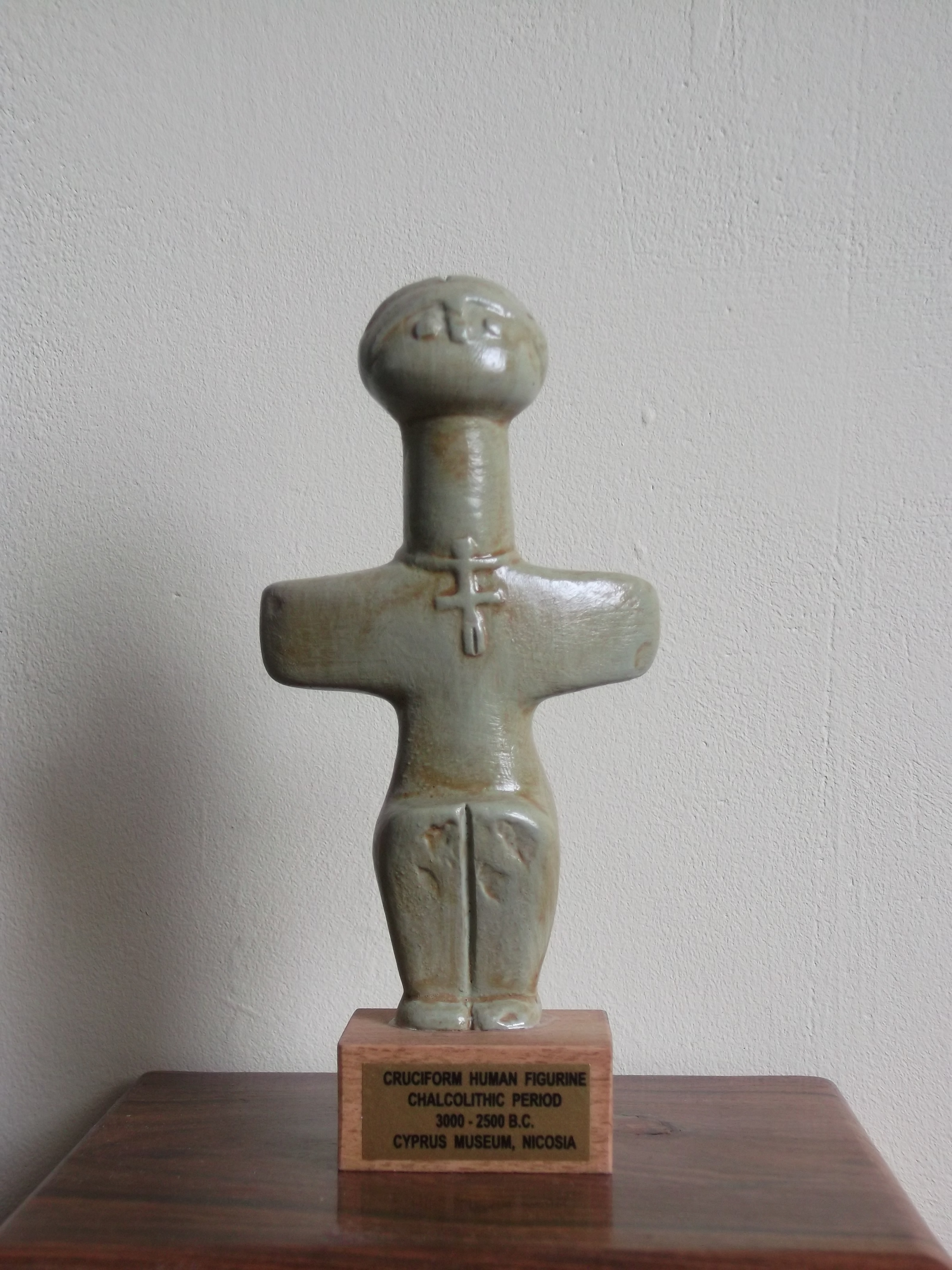
Mogelijk een vruchtbaarheidsgodin. Kopertijd, 3000-2500 v.Chr., Cyprus Museum, Nicosia. Reproductie van het originele beeldje.

### Cognitie
Waar een mythologie precies vandaan komt is niet duidelijk, maar op basis van de geobserveerde functionaliteit van mythen is het wel mogelijk te speculeren over de oorsprong van mythen. Eerder zijn hierbij al vijf hoofdtheorieën vermeld, namelijk verklaren (etiologie), sociale fenomenen rechtvaardigen ('oorkonde'-functie), de natuur allegoriseren, rituelen uitbeelden of aanvullen. Het is vervolgens echter de vraag waar de sociale fenomenen en daadwerkelijke rituelen oorspronkelijk vandaan komen, en waaróm de mens precies verklaringen zoekt voor fenomenen. De taalkundigen George Lakoff en Mark Johnson hebben in een bekende studie aangetoond dat de mens over het algemeen een sterke neiging heeft tot metafoorgebruik in zijn taal ('omlaag vallen', 'je opwerken'). Ze stellen daarbij dat dergelijke taal ook indiceert dat de mens metaforische concepten van de werkelijkheid heeft ('omlaag = negatief', 'omhoog = positief'). In principe kan dit het gebruik van allegorie in mythen en personificatie van natuurkrachten verklaren, maar het is niet duidelijk hoe oud dergelijk metaforisch denken is. Bovendien blijft het onduidelijk waarom de personificatie van bijvoorbeeld storm menselijk/antropomorf zou moeten zijn.

Verder schijnt het dat de mens over het algemeen dualistisch denkt en dacht. Dat wil zeggen dat de wereld bijvoorbeeld is waargenomen in termen als mannelijk-vrouwelijk, goed-slecht, licht-donker, aards-hemels enzovoort. Vandaar de Hemelvader en Moeder aarde in diverse mythologieën, en een eeuwige strijd tussen goed en kwaad of de strijd tegen chaos (bijvoorbeeld Thor versus de Midgaardslang, Marduk versus Tiamat). Deze denkwijze komt voor in mythologieën en godsdiensten, al beweert de historicus Felipe Fernández-Armesto dat hij in de afgelopen drie millennia veelal vervangen is door nieuwe denksystemen. Dualistische voorstellingen zijn echter prominent aanwezig in het Chinese taoïsme, het Perzische zoroastrisme en de monotheïstische religies.

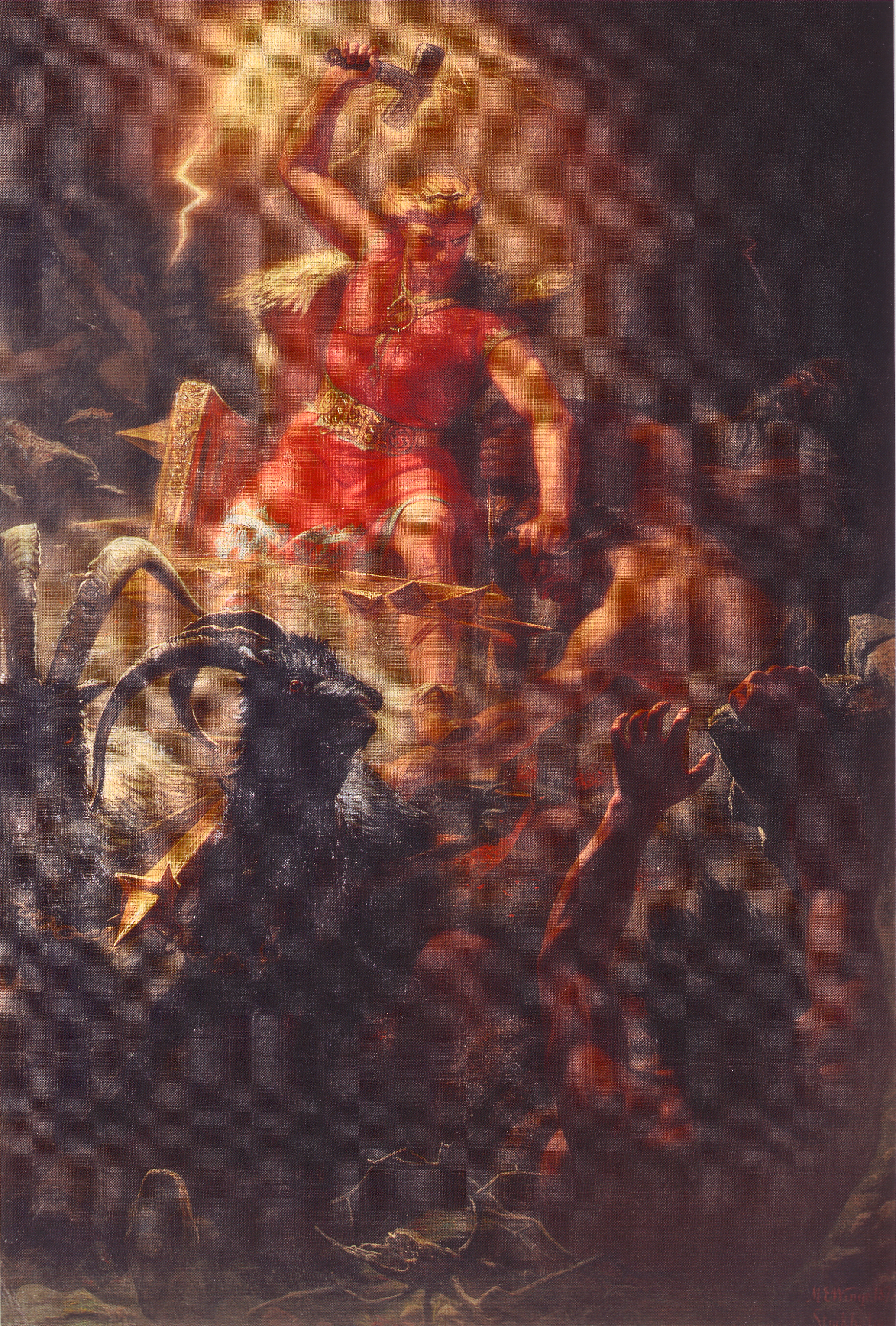
De Noorse god Thor in strijd met reuzen, geschilderd door Mårten Eskil Winge in 1872. Thor verpersoonlijkt donder en storm.

### Allegorie en personificatie
Op basis van de namen en eigenschappen van goden en monsters valt het een en ander af te leiden, wat soms personificatie suggereert. Zo houden diverse godheden en mythische elementen verband met natuurlijke fenomenen. Een voorbeeld. Vergelijk Thor (Noors), Zeus (Grieks), Jupiter (Romeins), Indra (Indiaas), Perun (Slavisch) en Perkons (Baltisch), alle (verwante) Indo-Europese goden die geassocieerd zijn met storm, in het bijzonder donder en bliksem. Dat blijkt ook uit hun attributen, zoals de bliksemschicht, en hun namen. Zo komt Thor van het Germaanse *þun(a)raz, 'donder', terwijl de namen Perun en Perkons de Indo-Europese wortel *per- 'slaan/inslaan' bevatten, wat verband houdt met bliksem. De gereconstrueerde Indo-Europese godheid is Perkwunos.
Ook vertellingen kunnen verband houden met natuurfenomenen, zoals de seizoenswisseling, en kunnen dan van allegorische aard zijn: sterven en dood van de natuur in herfst en winter, en de wederopbloei ervan in de lente. Dit is terug te zien in de Griekse mythe waarin Persephone, dochter van Demeter (moeder aarde) door Hades naar de onderwereld ontvoerd wordt, waarna de aarde afsterft en grote hongersnood uitbreekt door het verdriet van Demeter. Uiteindelijk ontstaat een overeenkomst, waardoor Persephone een deel van haar tijd in de Hades doorbrengt, en een deel daarbuiten. Er valt al met al dus wat voor te zeggen dat de observatie van natuurfenomenen in een aantal gevallen leidde tot de ontwikkeling van bepaalde mythische elementen en vertellingen. Mogelijk zijn dergelijke elementen de meest archaïsche kern in een mythologie. Die kern refereert vaak naar oerkennis op kosmologisch gebied. Daar rond zijn dan in opeenvolgende kringen ‘jongere’ verhalen en visies gerangschikt.
Omdat diverse natuurfenomenen zoals storm veelvoorkomend zijn op aarde, is het op zich ook niet verwonderlijk dat men overeenkomsten aantreft tussen ver van elkaar verwijderde mythologieën. Bovengenoemde stormgoden zijn weliswaar cultureel verwant, maar ook in onder meer de Chinese mythologie is een storm-/dondergod bekend, Kui ('geschokt'). Lastiger te verklaren zijn overeenkomsten van zaken die naar minder concrete dingen verwijzen, zoals het concept van de levensboom. Men heeft deze wel herkend in bijvoorbeeld de boom uit Genesis, in de Noorse wereldboom Yggdrasil, in de Griekse boom met gouden appels in de tuin van de Hesperiden, en in de levensboom in de Meso-Amerikaanse kunst en Popol Vuh. Het zijn vooral dergelijke patronen die aanleiding geven tot dieptepsychologische theorieën over bijvoorbeeld een collectief onderbewuste met archetypen à la Jung.

### Vermenging en aanpassing
Mythen worden niet altijd doelbewust ontwikkeld binnen een bepaalde cultuur. Verhalen, motieven en elementen kunnen ook overgenomen worden van andere culturen. Dit is het geval met de Griekse Aphrodite, via haar verering op Cyprus afkomstig van de Mesopotamische Ishtar/Inanna. Een ander voorbeeld is de Griekse mythe van Deucalion, waarin een grote, allesverwoestende vloed beschreven wordt die Deucalion weet te overleven. Het motief is afkomstig uit Mesopotamië en verwant aan de zondvloed in Genesis en de vloed in het oudere Epos van Gilgamesj (zang XI). Dit is niet vreemd, want de vloed is door sommigen in verband gebracht met het feit dat vroege Mesopotamische beschavingen gecentreerd waren rondom de grote rivieren Tigris en Eufraat, die weleens konden overstromen. In Griekenland zijn geen grote rivieren.
In het verlengde van mythologische kruisbestuiving kunnen meerdere mythen ook samensmelten. Hetzelfde geldt voor godheden. Zo is Zeus de vereniging van de (Indo-Europese) Hemelvader en een dondergod, terwijl het laat-hellenistische Egypte een smeltkroes vormde waarin de Griekse Hermes met de Egyptische Thoth gelijkgesteld werd, waaruit Hermes Trismegistus voortkwam (zie Hermetisme). Binnen het Romeinse keizerrijk in het bijzonder vond redelijk wat syncretisme, assimilatie en incorporatie op dit vlak plaats. Naast allerlei vormen van versmelting en overname, konden bijvoorbeeld godheden ook op de achtergrond raken, of juist andersom. Zo werd Marduk aanzienlijk populair en dominant in de latere Babylonische godsdienst, terwijl hij in vroegere tijden slechts een kleine, lokale god was. Dit komt tot uiting in de Enuma Elisj, die niet alleen een scheppingsmythe is, maar tevens de troonsbestijging van de nieuwe oppergod van Babylon beschrijft. Verder kunnen ook namen veranderen en overgenomen worden. Wat mythologie nog complexer maakt, zeker voor de comparatieve mythologie, is het proces dat taboe genoemd wordt: bepaalde namen worden vermeden uit angst of eerbied en vervangen door andere namen, soms bijnamen.
Mythen, verhalen als ze zijn, veranderen dus. Hoewel de hoofdtrekken ervan vaak wel constant zijn, kunnen details en de focus veranderen. Dit gebeurt niet alleen in geletterde samenlevingen. In 1916 toonde etnoloog Franz Boas in zijn Tsimshian Mythology aan dat ook in ongeletterde, tribale samenlevingen de focus kon verschuiven bij de transmissie van mythen en thema's daarvan. Antropologische studies zijn wat die transmissie betreft sowieso erg van belang gebleken, omdat antropologen als geen ander 'in het veld' bepaalde culturen en hun praktijken bestuderen.

### Vormgeving
Afhangend van de onderliggende vraag of behoefte, kunnen mythen tot verschillende typen behoren (zie ook § Typologie). Mythen kunnen bijvoorbeeld het ontstaan van de kosmos, van goden en van de mens beschrijven (zoals in Genesis en de Enuma Elisj), of het tot stand komen van sociale fenomenen (zoals de stichting van Rome), maar ook de oorsprong van (culturele) zaken zoals het vuur of van het schrift (vgl. de mythe van Prometheus). Daarnaast kunnen mythen de vorm van korte gedichten aannemen, maar ook kunnen ze epen zijn, waarin heldendaden van een of meer personen beschreven worden die, al dan niet impliciet, worstelen met bovengenoemde vraagstukken (vgl. Jason en de Argonauten; sterven en dood in het Epos van Gilgamesj).
Bij de vorming van mythen spelen gangbare, cultuurgebonden stijlkenmerken en literaire tradities een rol, maar daarnaast tevens dichterlijke vrijheid. Het is dan ook niet zo dat mythen of mythografische werken steeds dezelfde vorm krijgen en dat mythen altijd een vaste vorm hebben. De Theogonia van Hesiodos is bijvoorbeeld meer een (chronologische) opsomming met stambomen, omdat de dichter poogde structuur en overzicht aan te brengen in de Griekse mythologie van zijn tijd, die behoorlijk gevarieerd, verwarrend en soms tegenstrijdig was. Dit, terwijl in de Griekse tragedie (vooral de vijfde eeuw v.Chr.) op levendige wijze mythologie hergebruikt wordt om een kunstvorm te presenteren, die ook amuseert en moraliseert. Binnen eenzelfde cultuurgebied zijn mythen dus niet per definitie statisch; ze leven en zijn gediversifieerd.
Tot slot zijn bij de vorming van mythen ook natuur en klimaat van belang waarin een bepaalde cultuur leeft. Zo worden in de Poëtische Edda en de Proza-Edda, bronnen voor Noorse mythologie, ijsreuzen vermeld, zoals Hrimnir, terwijl in de Popol Vuh uit de Mayacultuur bijvoorbeeld jaguars voorkomen. Een ander voorbeeld is de Polynesische mythologie, waarin bijvoorbeeld eilanden uit de oceaan opgevist worden door de held Maui.

## Beoordelingsgeschiedenis van mythologisch erfgoed
De focus ligt hier in eerste instantie dan ook op enkele kenmerkende tendensen in de Europese geschiedenis. Dit illustreert hoe men zoal met mythologisch erfgoed omging in een tijd waarin de mythen niet meer als waar golden.
In het christelijke Europa werden mythen uit heidense culturen niet langer als waar beschouwd. De vraag was dan ook wat men met bijvoorbeeld dat Griekse, Romeinse of Noorse erfgoed aan moest. In de fase van het vroege christendom hadden de kerkvaders het heidendom verworpen en mythen bij voorkeur euhemeristisch geïnterpreteerd. Het nut daarvan was dat mythen en goden hun bijzondere en goddelijke status verloren. Hoewel in de klassieke oudheid mythen al op meerdere wijzen geduid werden, was voor de kerkvaders die gelaagdheid van betekenis voorbehouden aan de Heilige Schrift (figuurlijk, symbolisch, moreel etc.).
Gedurende de middeleeuwen was geletterdheid bepaald geen vanzelfsprekendheid, en met name in de vroege middeleeuwen was het in de Kerk dat scholing nog plaatsvond en men zich bezighield met lezen, schrijven en het kopiëren van oude(re) teksten in het Latijn. Hieraan werd vooral grote stimulans gegeven onder Karel de Grote (768-814) tijdens de Karolingische renaissance. Geletterden waren zodoende niet alleen christelijk; ze waren meestal te vinden onder de geestelijken. Dat betekende niet dat het kennisniveau van de klassieken altijd hoog was en men per definitie erudiet was, integendeel. Een auteur van een sermoen was zelfs in de veronderstelling dat Venus een man was. Er schijnt, meer in het algemeen, de neiging bestaan te hebben om mythen allegorisch te benaderen en volksetymologie toe te passen ten aanzien van godennamen.
Anders was het in Scandinavië, waar oorspronkelijke, Germaanse geloofsovertuigingen en tradities langer voortleefden. De IJslandse aristocraat Snorri Sturluson (1179-1241), die onderwijs had genoten en niet geloofde in de Noorse goden, was geïnteresseerd in traditionele literatuur en poëzie, en besloot om mythologische informatie en skaldische gedichten op te schrijven, samen met verhandelingen over traditionele metrums en metafoorgebruik. Zo kon veel informatie bewaard blijven. Hij poogde echter wel een rationele verklaring te geven voor de aanbidding van de heidense goden, de Aesir. Zo ging hij ervan uit dat deze oorspronkelijk machtige koningen geweest moesten zijn die aanbeden waren door onwetende mensen. De koningen aanbaden op hun beurt andere goden, die ontstaan zouden zijn uit natuurfenomenen. Voor Snorri zat er dus ondanks alles een rationale achter het heidendom.
In de vroegmoderne tijd veranderde een en ander. Klassieke mythologie werd bekender en werd meer toegepast in kunst en literatuur. Onder invloed van het humanistische klimaat in deze periode, begonnen alchemisten hun vakgebied klassieke wortels te geven door mythen te interpreteren in alchemistische termen. De tocht van de Argonauten werd bijvoorbeeld geduid als het transmutatieproces. Klassieke voorstellingen werden in dit kader ook als emblemen ingezet, zoals in de Atalanta fugiens (1617) en Arcana arcanissima (1613/1614).

## Moderne fictie en mythopoeia

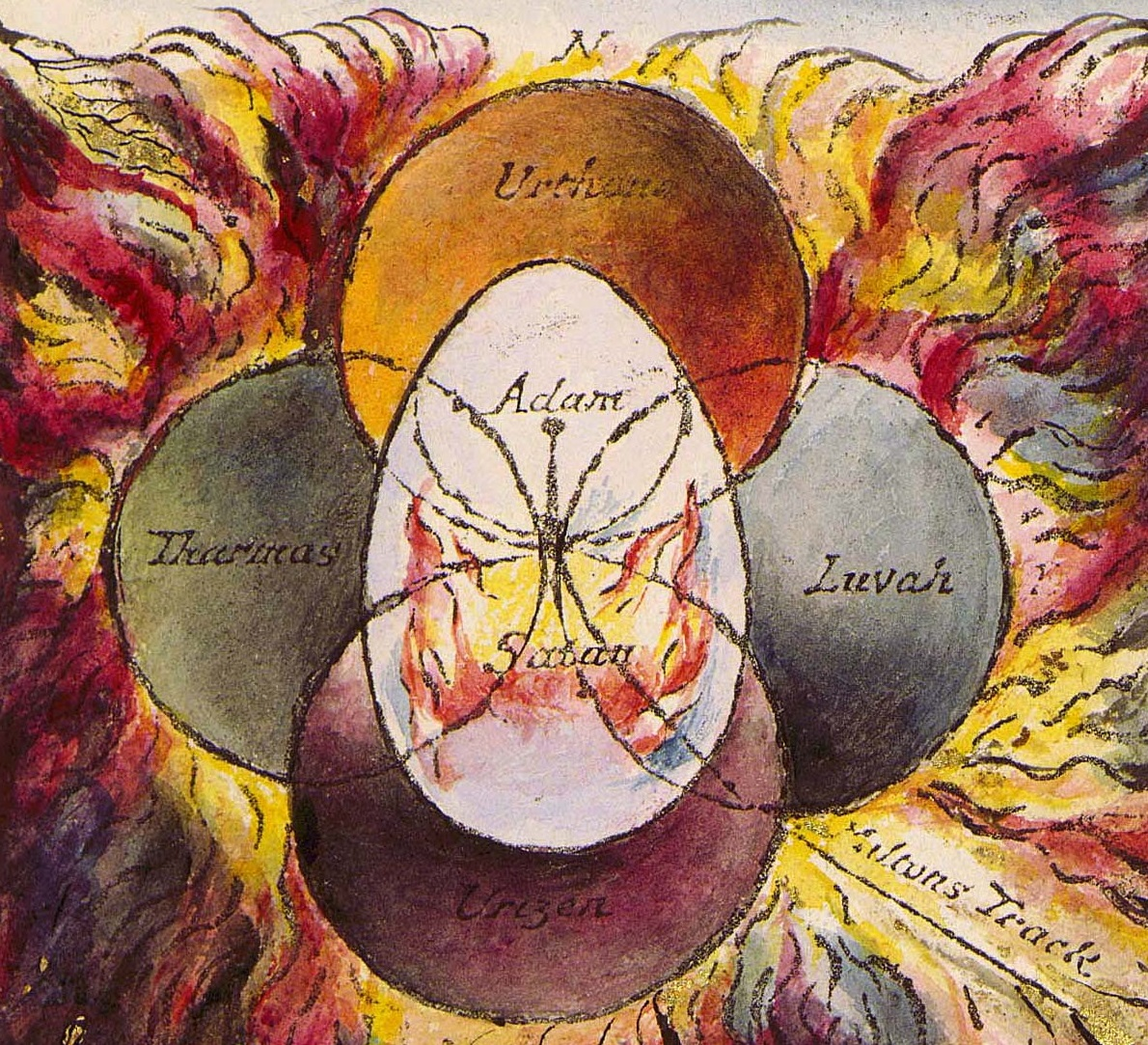
De Vier Zoas uit de mythologie van William Blake. Zij vormen de vier goddelijke onderdelen van de oermens Albion, namelijk instinct & kracht, rede & traditie, liefde & passie, en inspiratie & inbeelding.

Bestaande mythologie kan gebruikt worden in moderne teksten, en teksten kunnen zelf een mythologie vormen. Van het eerste is de Argentijnse surrealist Jorge Luis Borges (1899-1986) een voorbeeld. Zowel in zijn essays als in zijn korte verhalen verwijst hij geregeld naar wereldliteratuur en mythologie. Wat het tweede betreft is William Blakes (1757-1827) mythologie een vroeg voorbeeld. Vooral in fantasy- en sciencefiction-boeken wordt door de auteur vaak een imaginaire wereld geschapen die intern consistent is. Dit soort literatuur wordt ook wel mythopoeia genoemd, 'mythen maken'. Mythische elementen kunnen er dan ook deel van uitmaken, terwijl de fictieve wereld met eigen bewoners, sociologie, en soms zelfs afwijkende natuurwetten tevens met de term "mythologie" aangeduid kan worden. Voorbeelden zijn:
- Amber-cyclus van Roger Zelazny;
- Conan de Barbaar door Robert E. Howard;
- Darkover door Marion Zimmer Bradley;
- Midden-Aarde van J.R.R. Tolkien;
- Bekende Ruimte van Larry Niven;
- Het Galactisch Milieu van Julian May;
- Duin van Frank Herbert;
- Tschai van Jack Vance;
- Een heel universum met als centrale wereld Midkemia van Raymond Feist;
- De tovenaarswereld in Harry Potter van J.K. Rowling;
- De Schijfwereld van Terry Pratchett, en talloze andere.

Frank Herbert schreef bijvoorbeeld zes sciencefiction-boeken rondom Duin. Daarin verwerkte hij expliciet veel ecologie, politiek, godsdienst, mystiek en (deels fictieve) mythologie, met een nadruk op de vervorming en ontwikkeling ervan gedurende decennia en millennia. De genoemde aspecten bracht hij samen tot een evolutionair geheel, waarbij hij enerzijds veronderstelde dat de mens nog niet is uitgeëvolueerd, en anderzijds aannam dat onze mythologie (hier en nu) niet zoveel verschilt van die van een Aboriginal of Bosjesman. Mythologische, godsdienstige en sjamanistische kernthema's blijven zodoende terugkeren.
Mythopoeia kan ook binnen bepaalde stromingen en (delen van) de samenleving plaatsvinden. Zo probeerde de Nationaal-Socialistische Beweging een teleologisch wereldbeeld te creëren waarbij zij alle Nederlanders zou verenigen en de wereldgeschiedenis zou veranderen. Hierbij werden veel christelijke iconen gebruikt. De Zweedse tegenhanger van de NSB, de Nationalsocialistiska Arbetarepartiet, of NSAP, gebruikte echter een hele andere vorm van mythopoeia; zij focusten zich op de voorman als een leider in de traditie van de Vikingen. Ook rondom sporten zoals voetbal kunnen bepaalde mythes ontstaan. In Engeland is een mythevorming rondom het jaar 1966, het enige jaar waarin Engeland ooit de FIFA-wereldbeker won. Deze mythevorming koppelt de overwinning aan het ideaalbeeld van 'Engelsheid'. Zoals uit deze voorbeelden wel blijkt, heeft deze vorm van mythopoeia veel raakpunten met invented traditions.